# Castelul Teleki din Dumbrăvioara
Castelul Teleki din Dumbrăvioara este un monument istoric aflat pe teritoriul satului Dumbrăvioara, comuna Ernei, operă a arhitectului István Möller.

## Istoric și trăsături
Construcția castelului a fost începută în 1769 de către Sámuel Teleki, cancelar al Transilvaniei. Aripa nordică a castelului a fost edificată între anii 1769–1770, iar cea sudică în 1773. Cele două clădiri mai vechi au fost construite în stil baroc, stilul arhitectural caracteristic în timpul domniei împărătesei Maria Terezia, cu încăperi tăvănite. Aripa nordică găzduia sala mare („palota”), respectiv camera de zi, apartamentul stăpânului casei, apartamentul stăpânei, dormitorul cuplului Teleki, apartamentele băieților și fetelor, săli de depozitare.  Încăperile din aripa sudică adăposteau personalul castelului,  bucătăria și apartamentul bucătarului, iar sub aceste săli se afla depozitul pentru legume, pâine și pivnița de vinuri.
Clădirile anexe, situate în spatele aripii nordice, au fost construite în deceniile următoare; un corp cu funcții gospodărești, cu planimetrie în forma literei „U”. După ce au fost terminate clădirile anexă din spatele aripii de nord, personalul a fost mutat acolo, iar în aripa de sud au fost amenajate camere de oaspeți.
Imaginea de ansamblu a castelului din Dumbrăvioara este influențată de corpul central, realizat în stil neobaroc. Acesta a fost construit între anii 1912-1914  de strănepotul cancelarului, exploratorul continentului african Teleki Sámuel, după proiectul arhitectului Möller István (1860–1934), profesor la Universitatea Tehnică din Budapesta. Lucrările de execuție au fost conduse de antreprenorul Csiszár Lajos. Aripa centrală însă nu a fost locuită niciodată: în perioada interbelică familia n-a mai dispus de resursele financiare necesare finalizării amenajărilor interioare, clădirea a fost folosită ca depozit.

În perioada interbelică, castelul a fost considerat una dintre cele mai fastuoase locuințe aristocratice transilvănene. În urma devastării și prădării postbelice mobilierul a fost distrus aproape în întregime. La începutul secolului XX castelul adăpostea numeroase portrete ale membrilor familiei, printre care și cele realizate de renumitul pictor maghiar Barabás Miklós (1810–1898), astăzi identificabile numai pe baza fotografiilor de arhivă.
Cele trei clădiri în forma literei „U” erau înconjurate de un parc. În spatele aripii de sud s-a aflat până la începutul celui de al doilea război mondial un manej, cu data 1825 inscripționată pe fațadă.

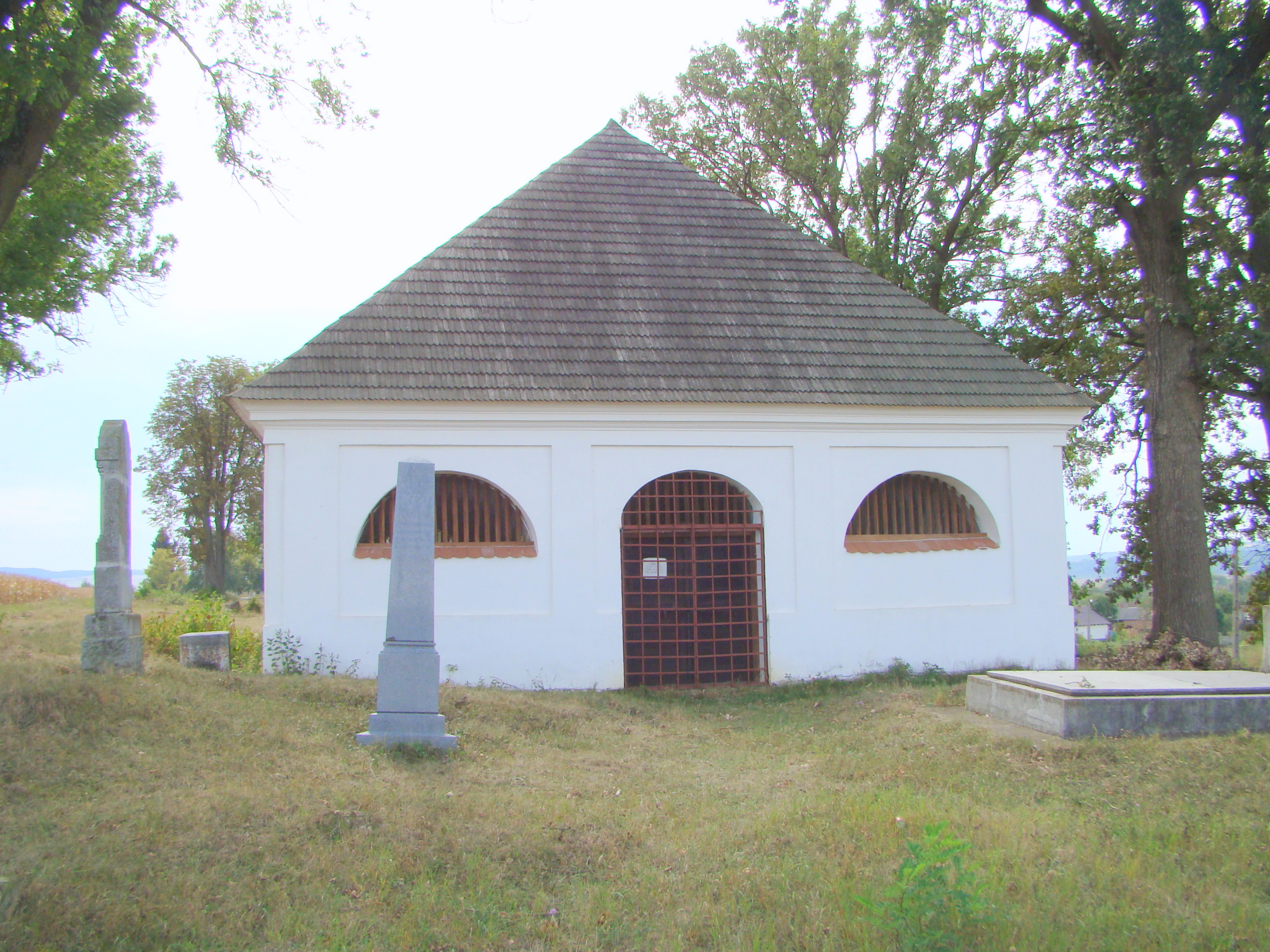
Cripta familiei Teleki din Dumbrăvioara

Cripta familiei a fost construită tot de Sámuel Teleki, în anul 1774. Până în 1916 acolo au fost înmormântați membrii familiei, în total cincisprezece adulți și cinci copii, printre care și strănepotul său, exploratorul Teleki Sámuel.
Castelul a fost retrocedat urmașilor familiei Teleki, o familie din Canada, în anul 2005. În clădire a funcționat până în anul 2019, în baza unui contract de închiriere, Liceul Tehnologic din localitate. În același an a fost achiziționat de medicul cardiolog, prof. dr. Benedek Imre din Târgu Mureș.

## Imagini

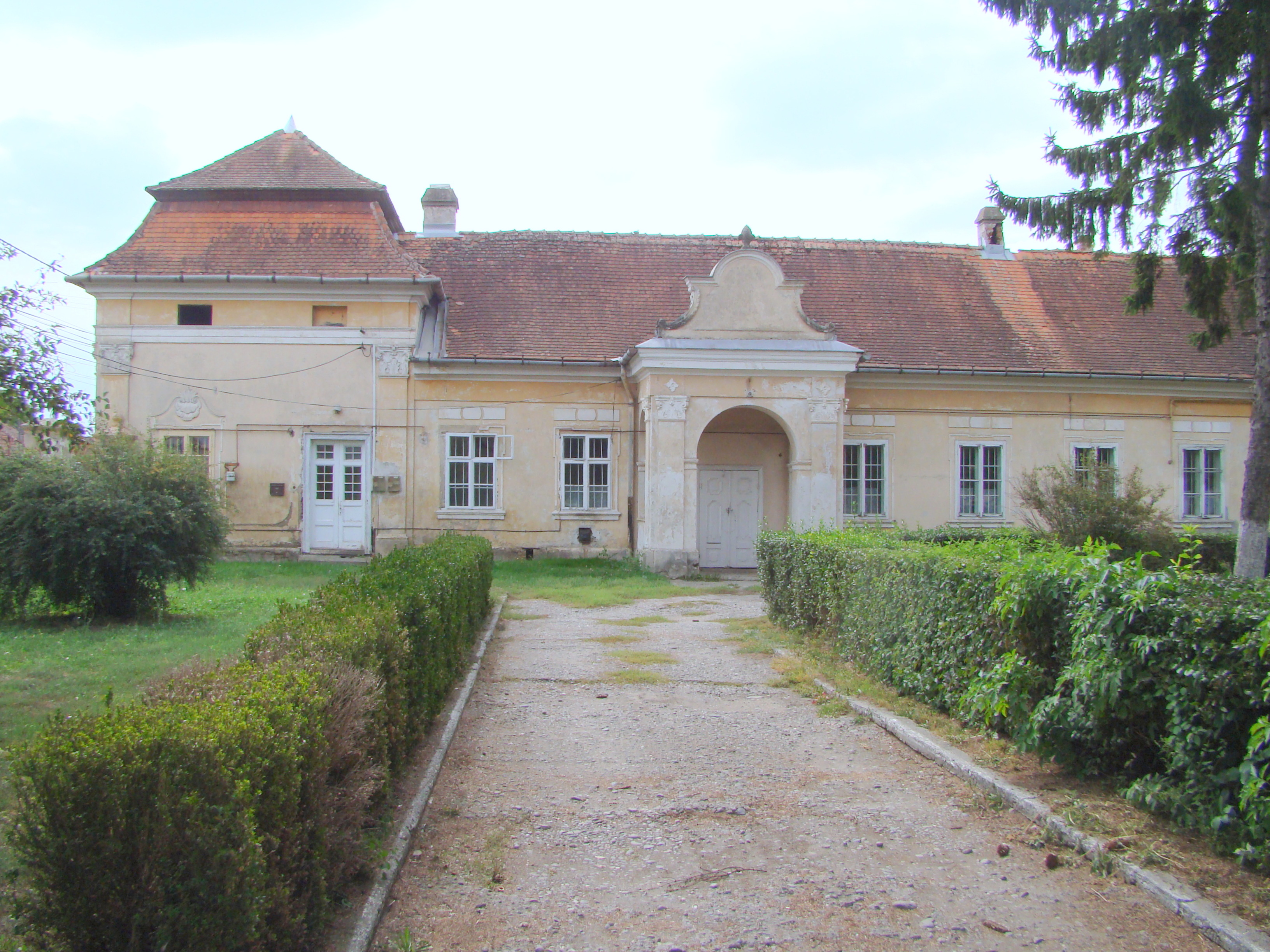
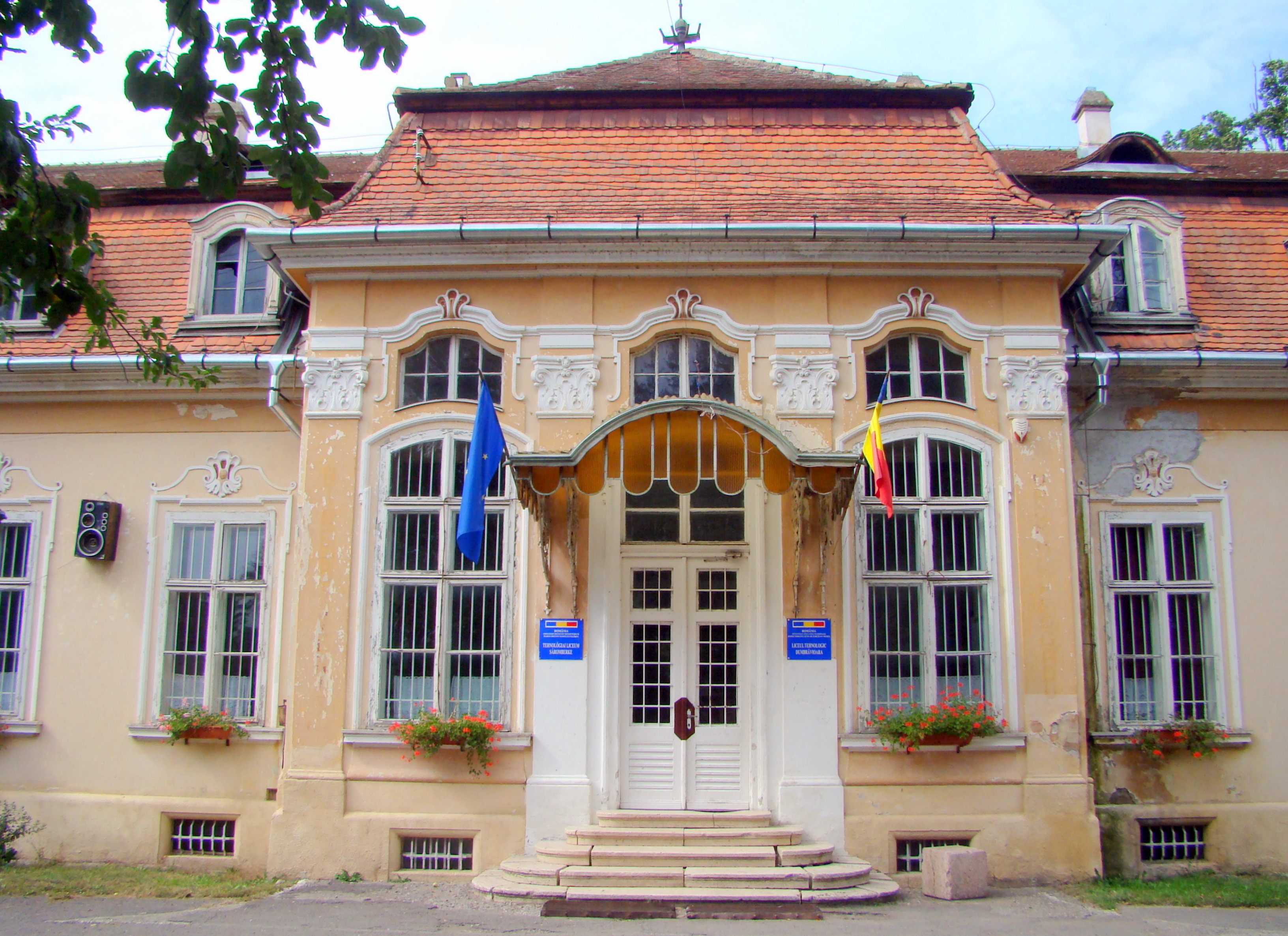
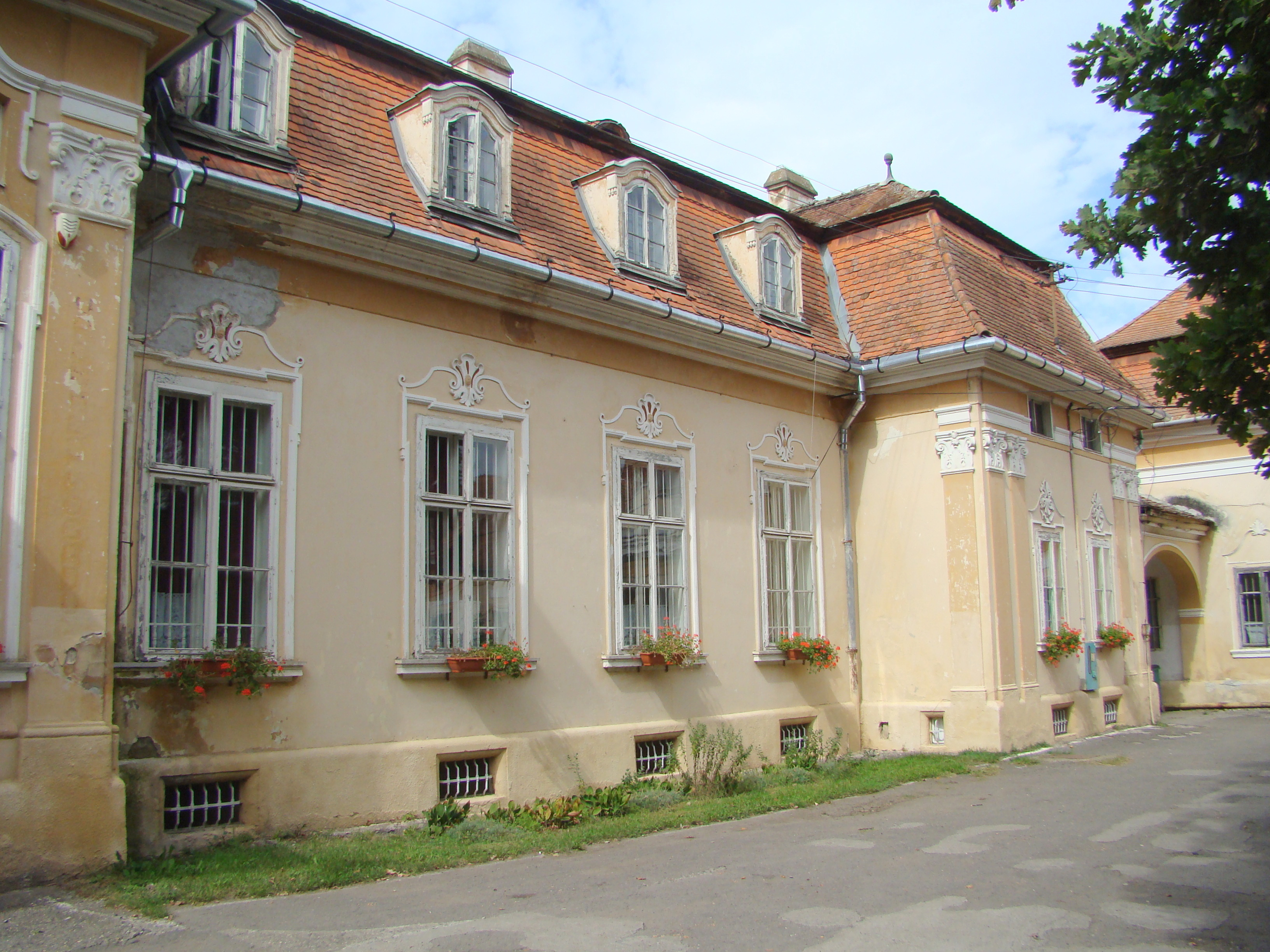
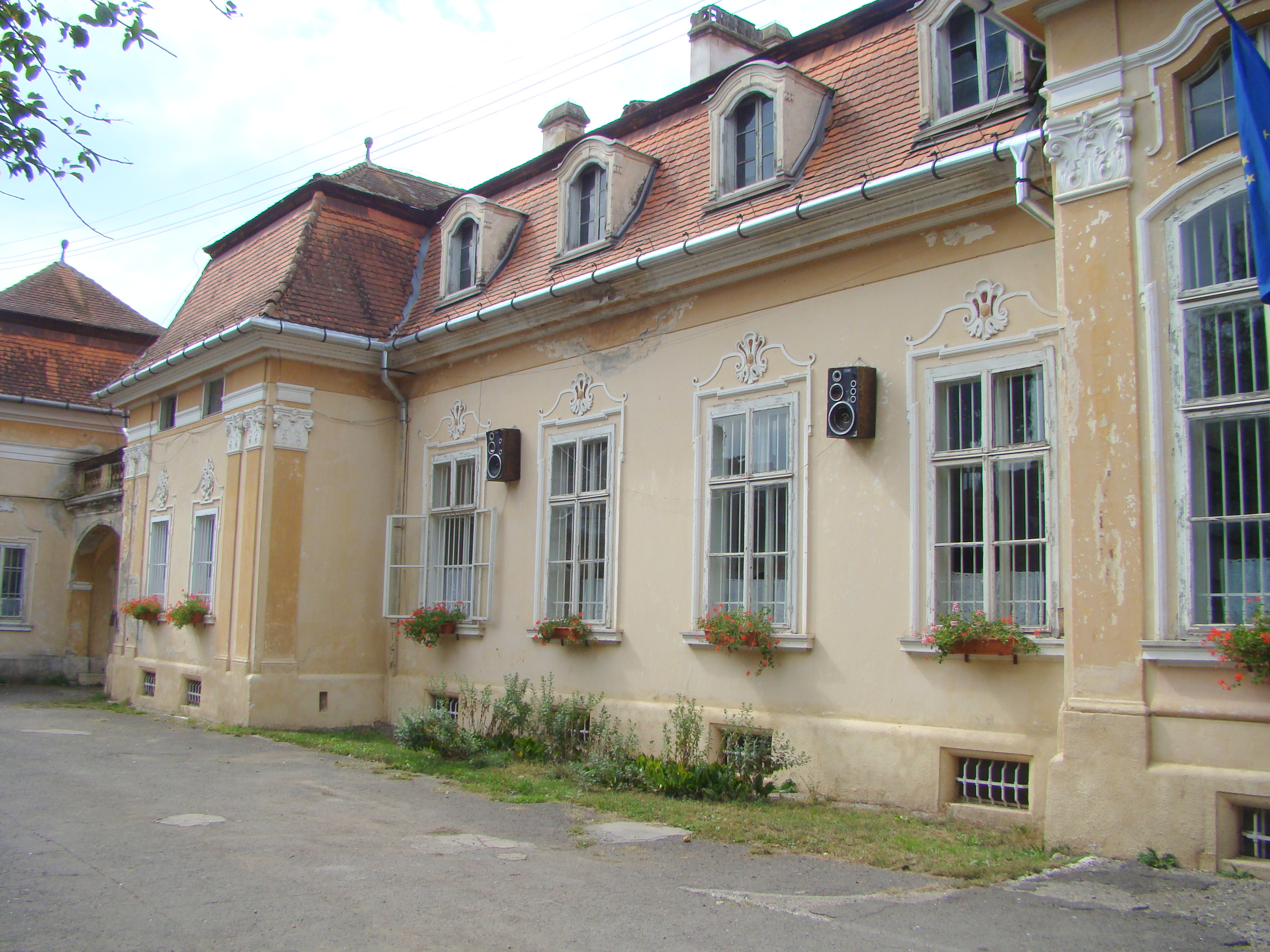
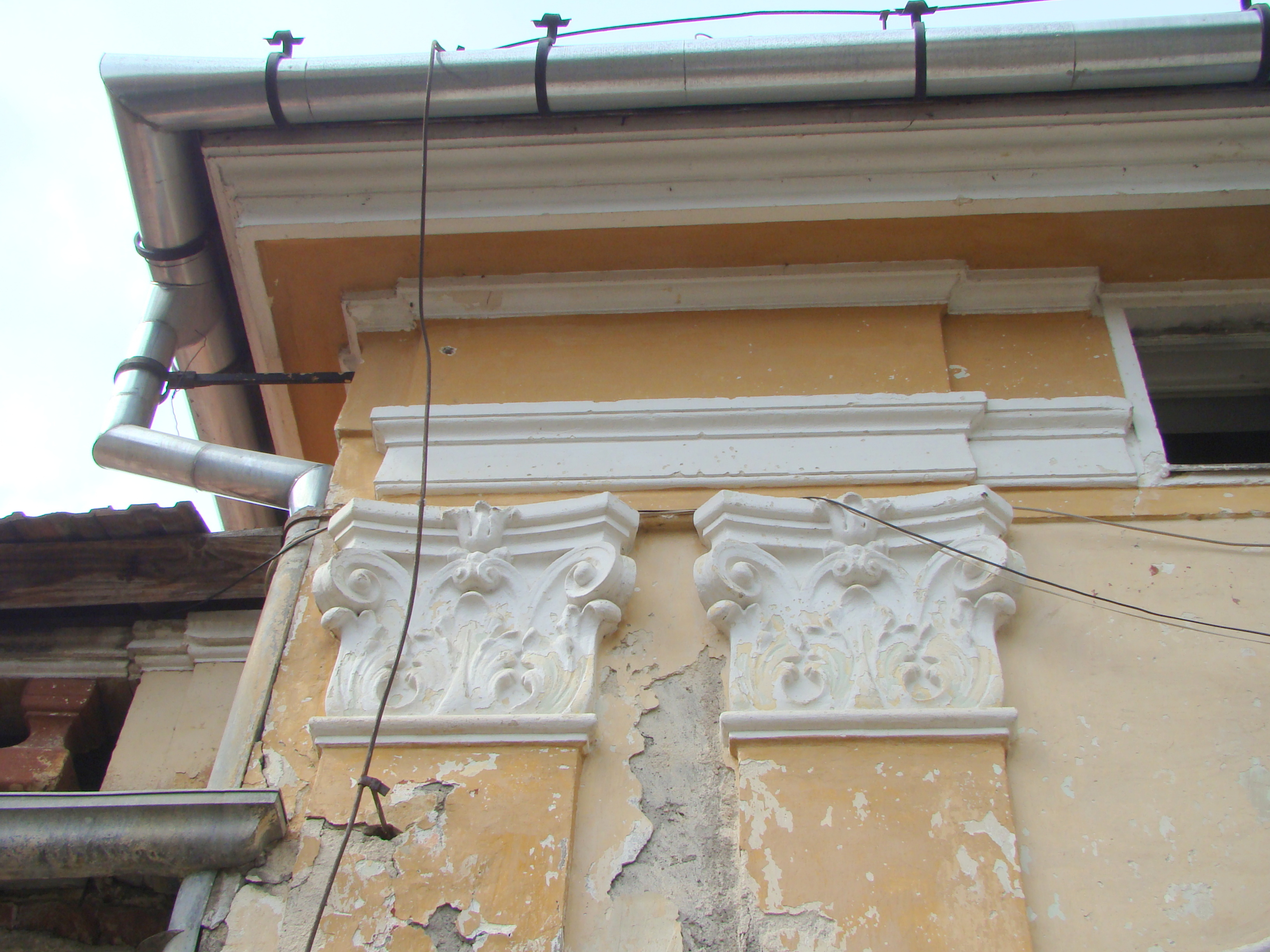
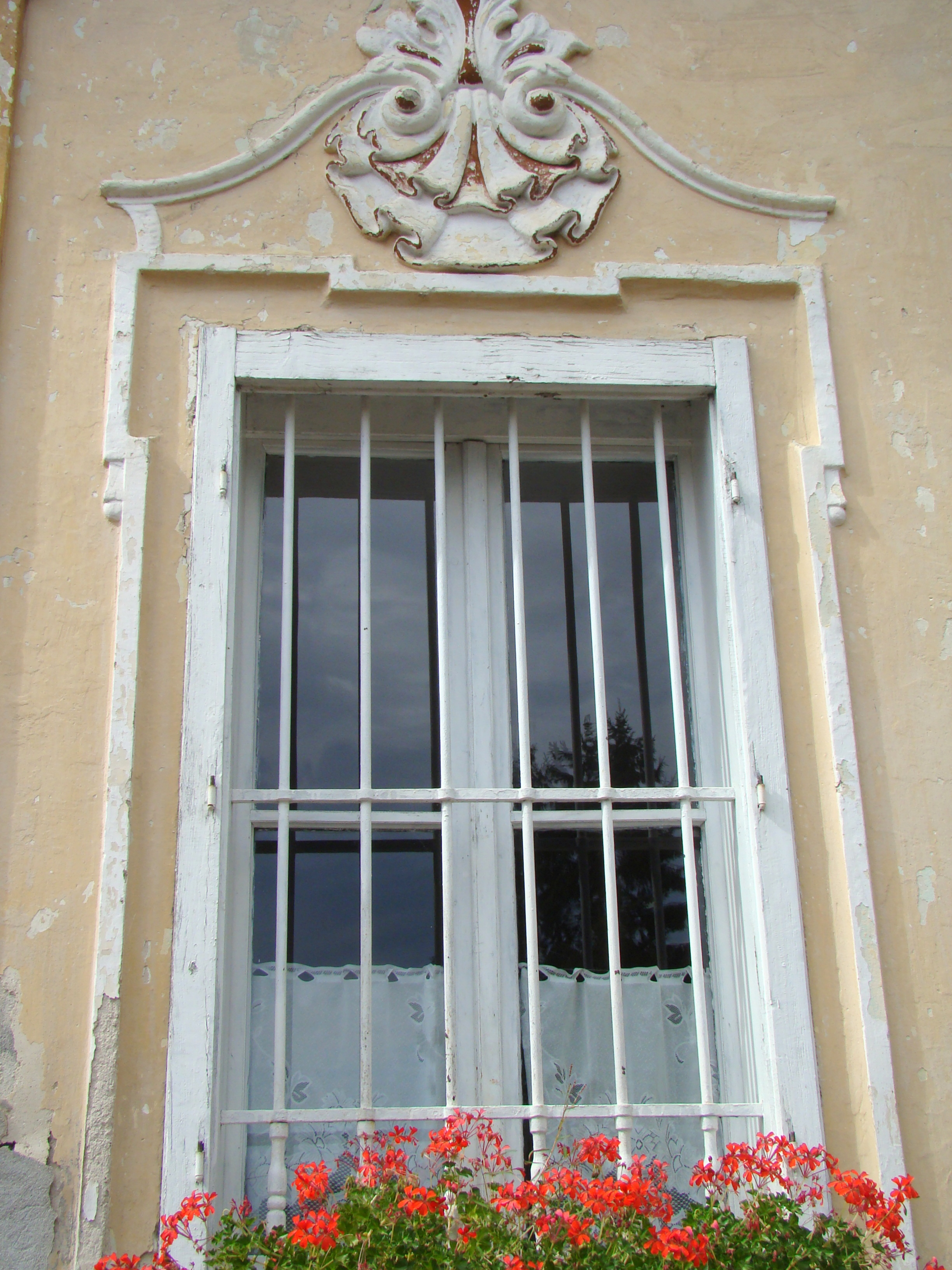
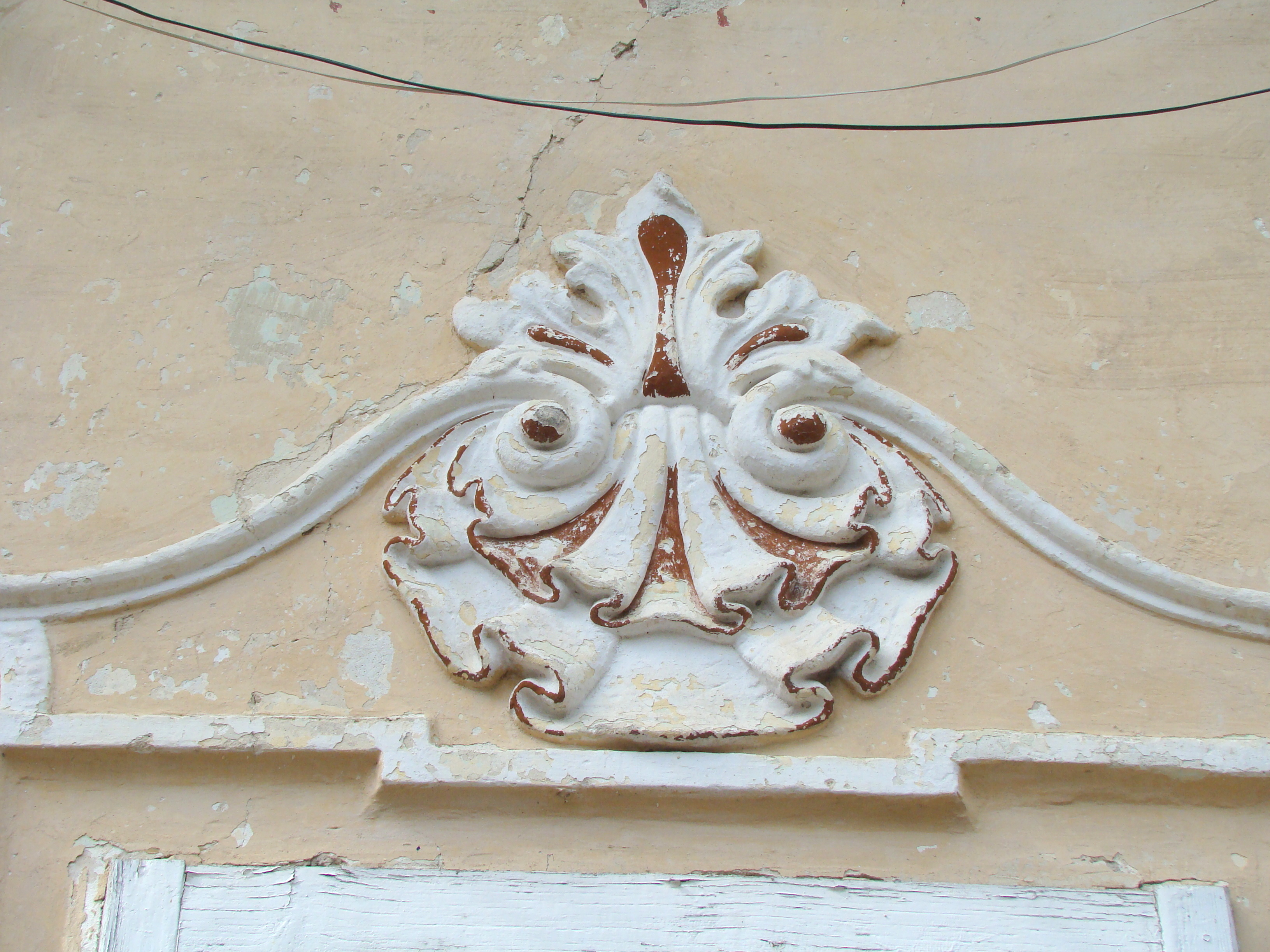
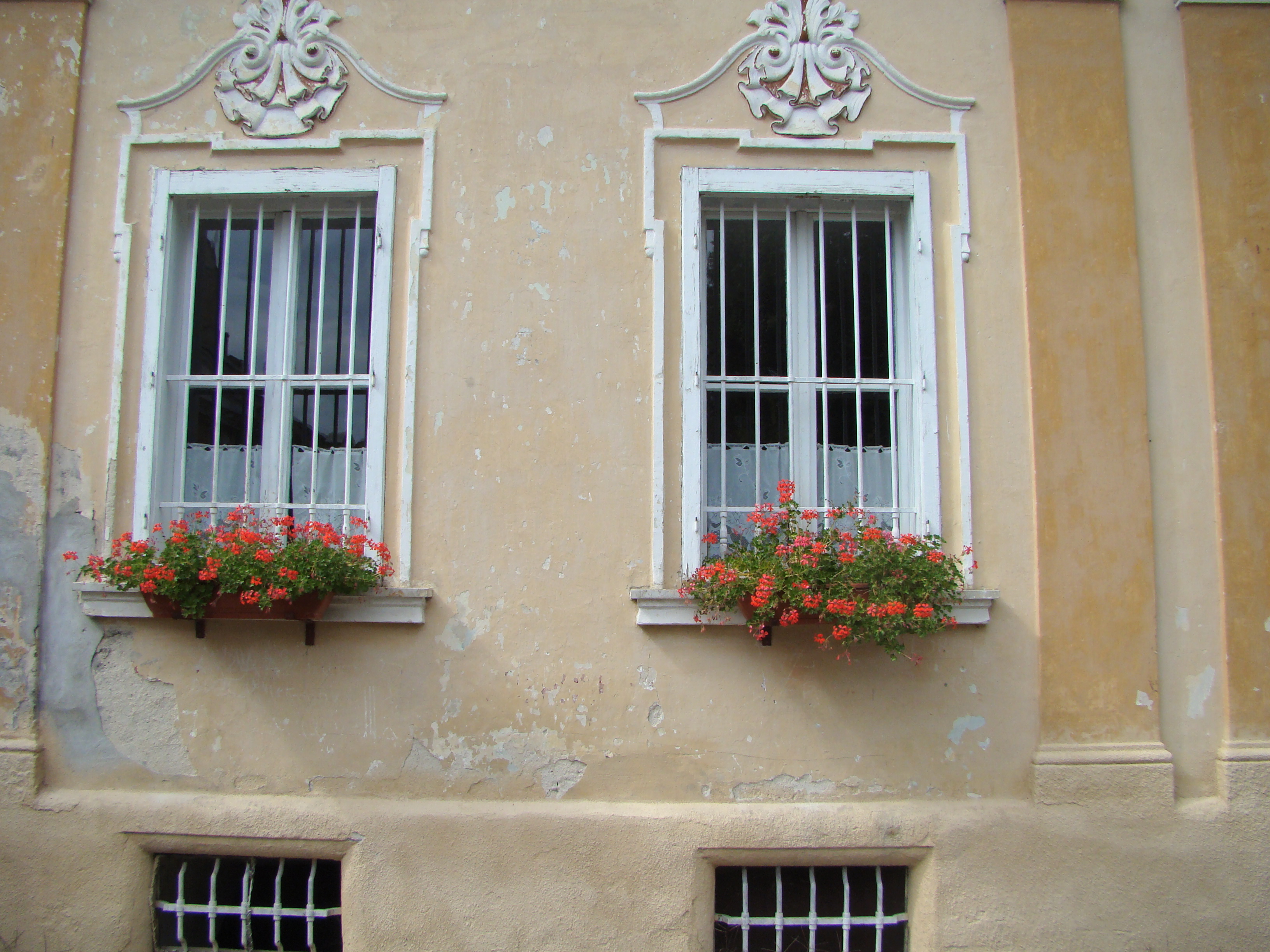
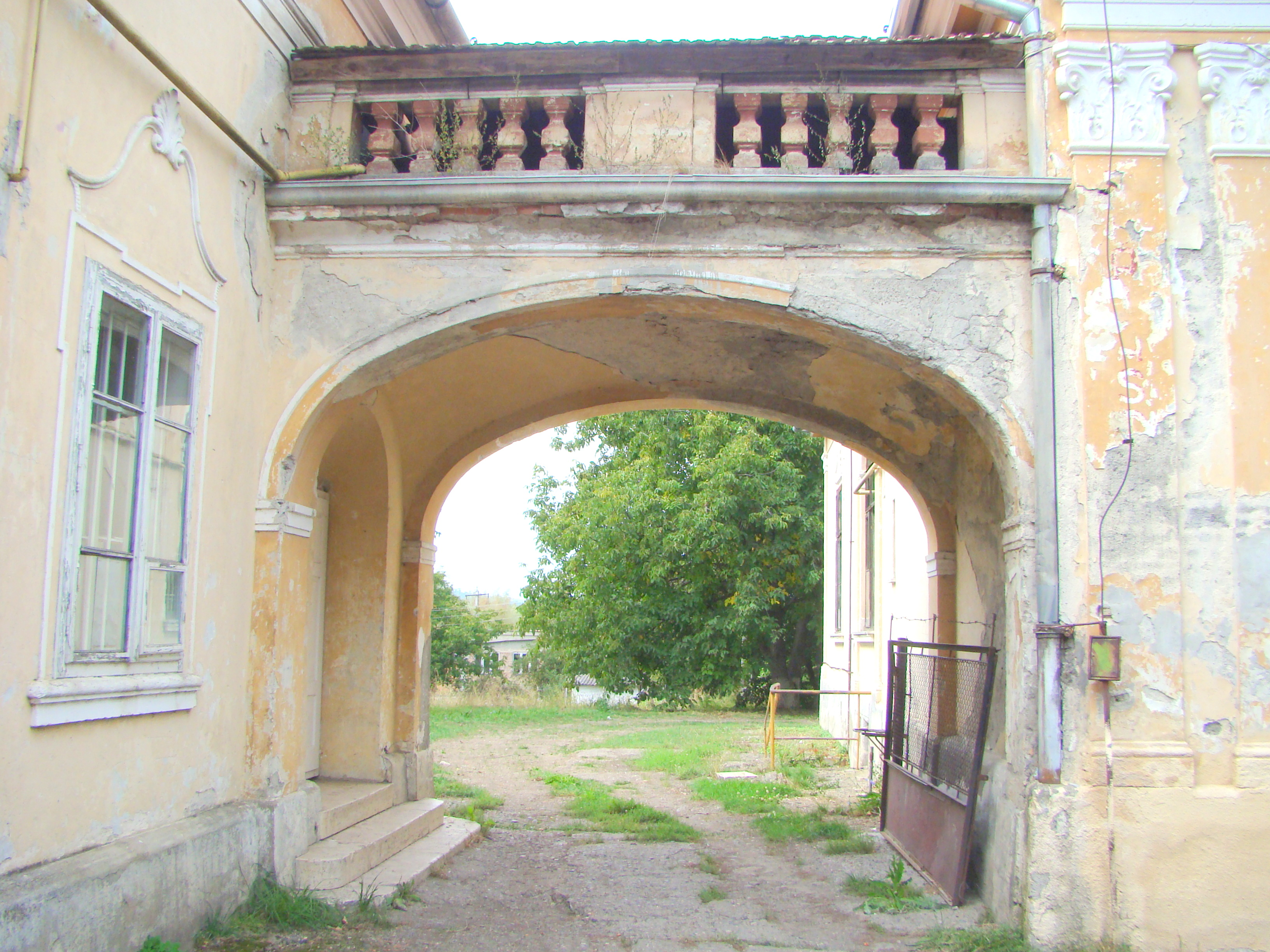
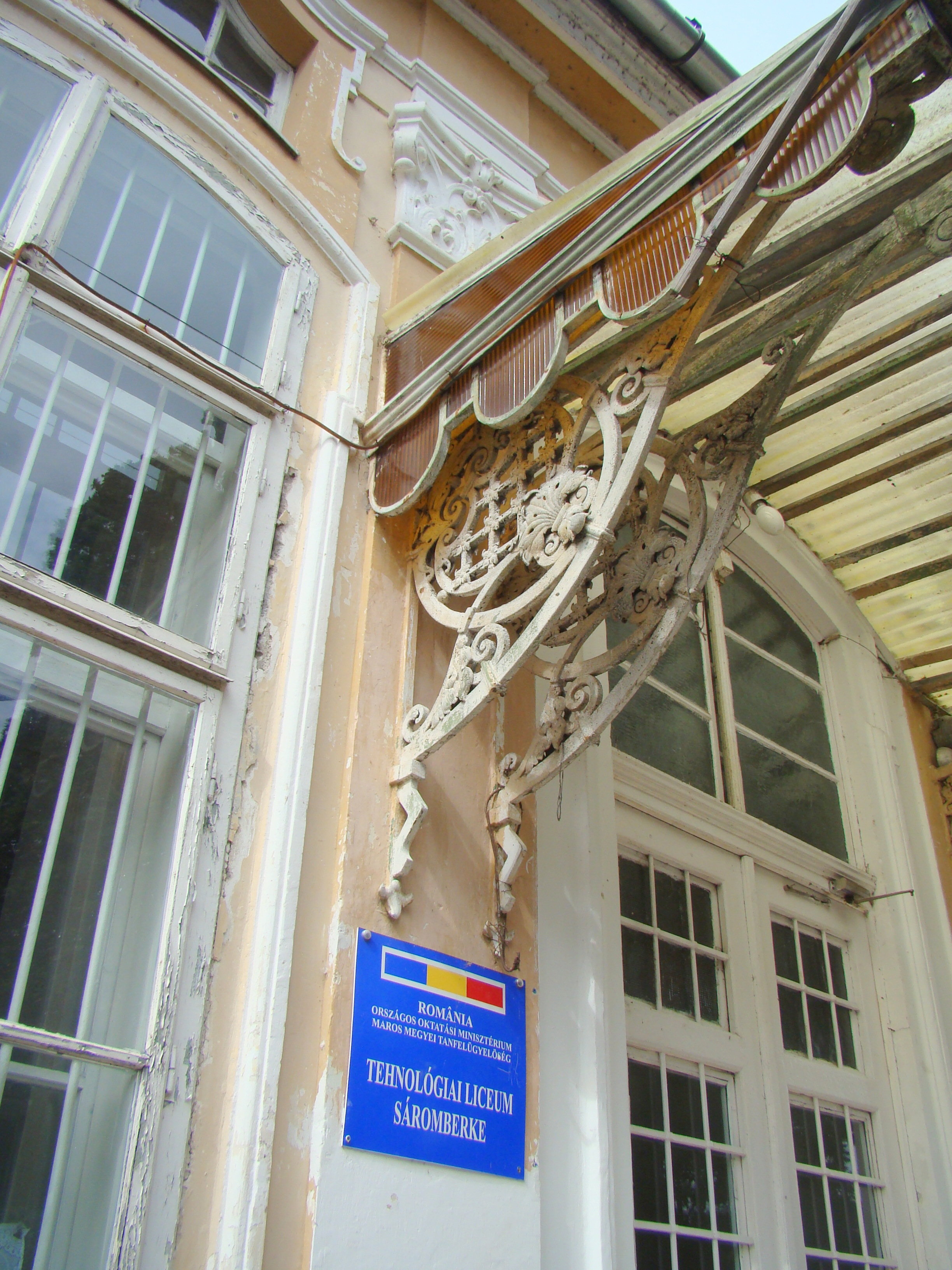
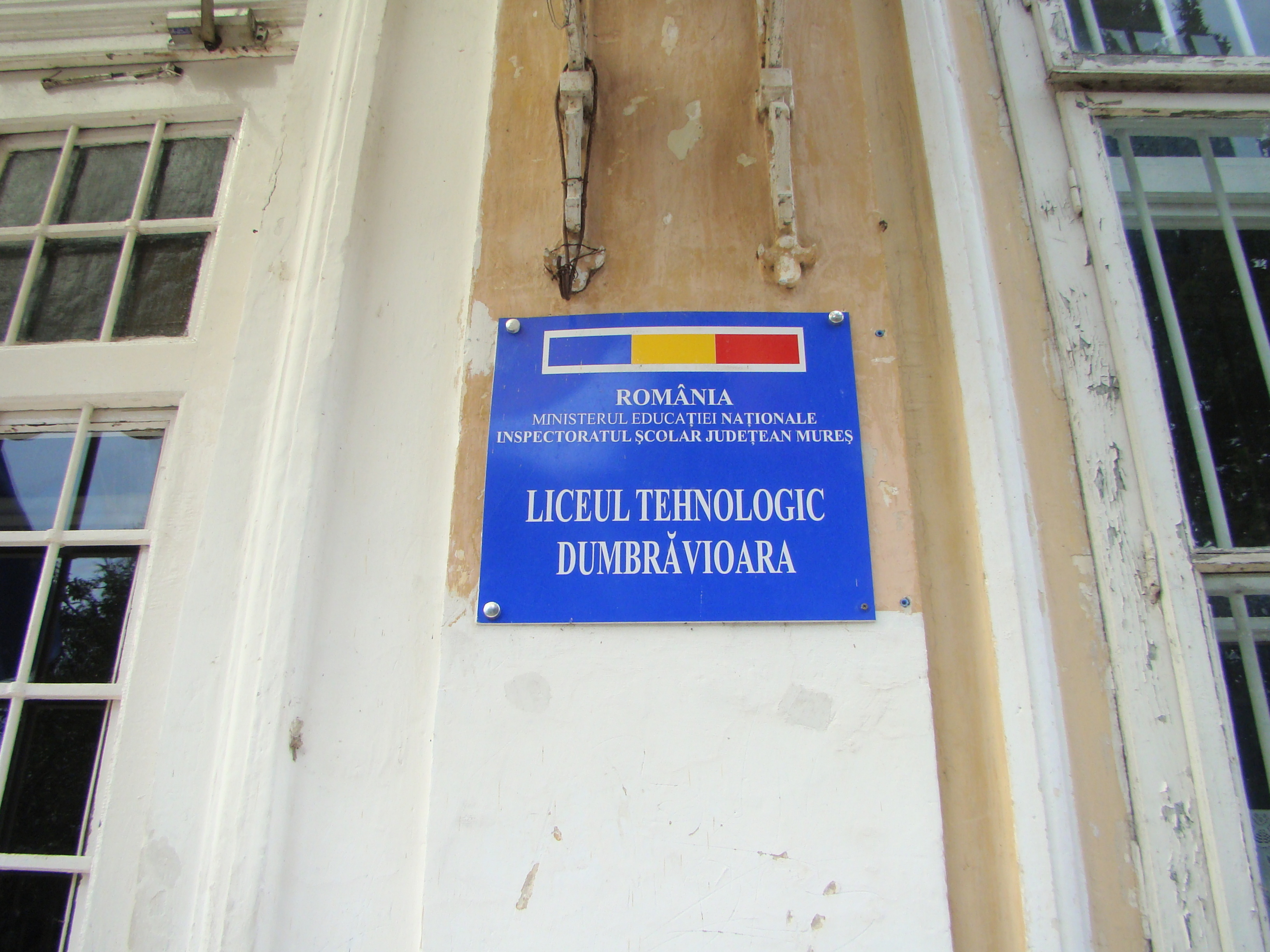
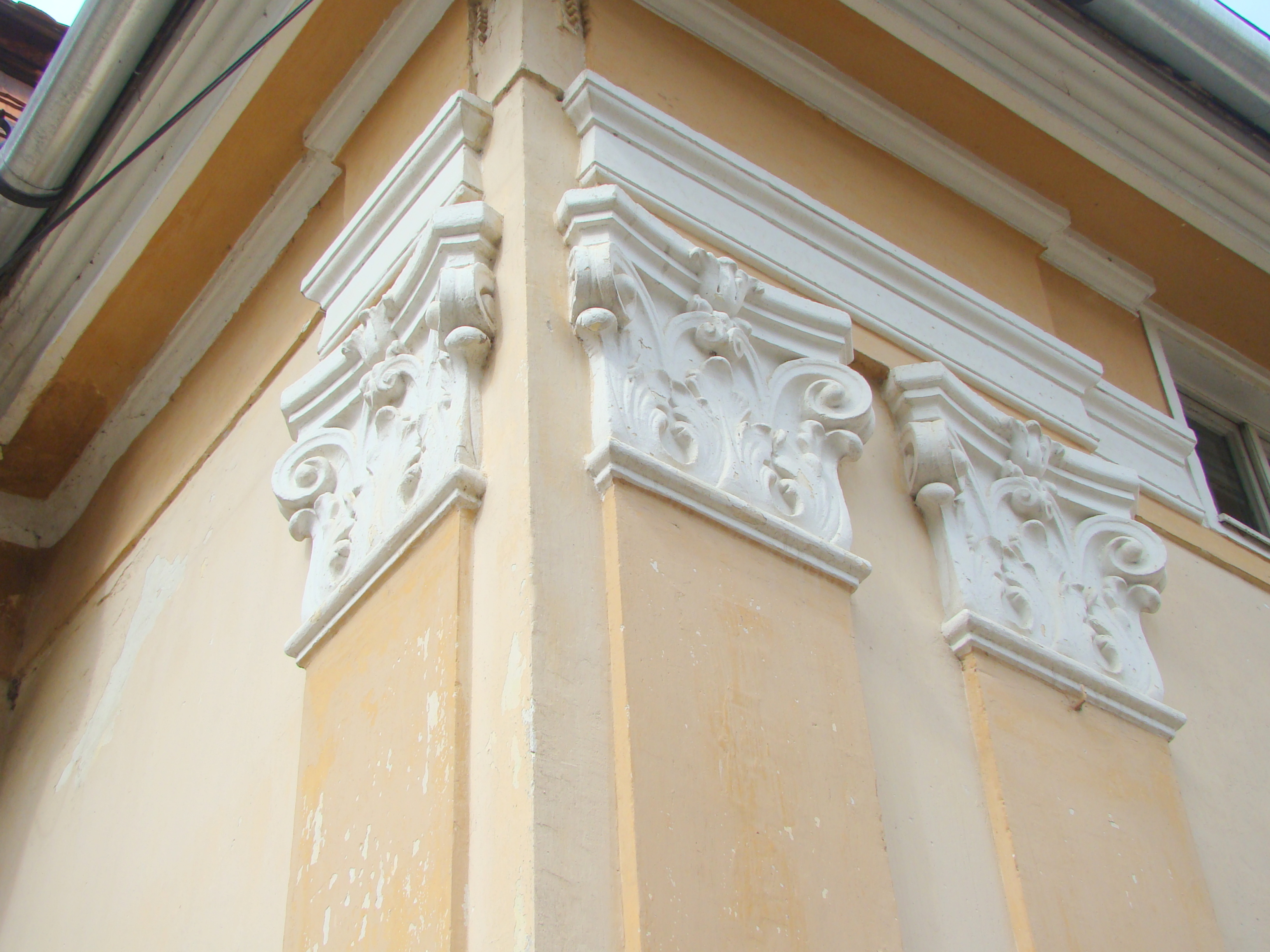
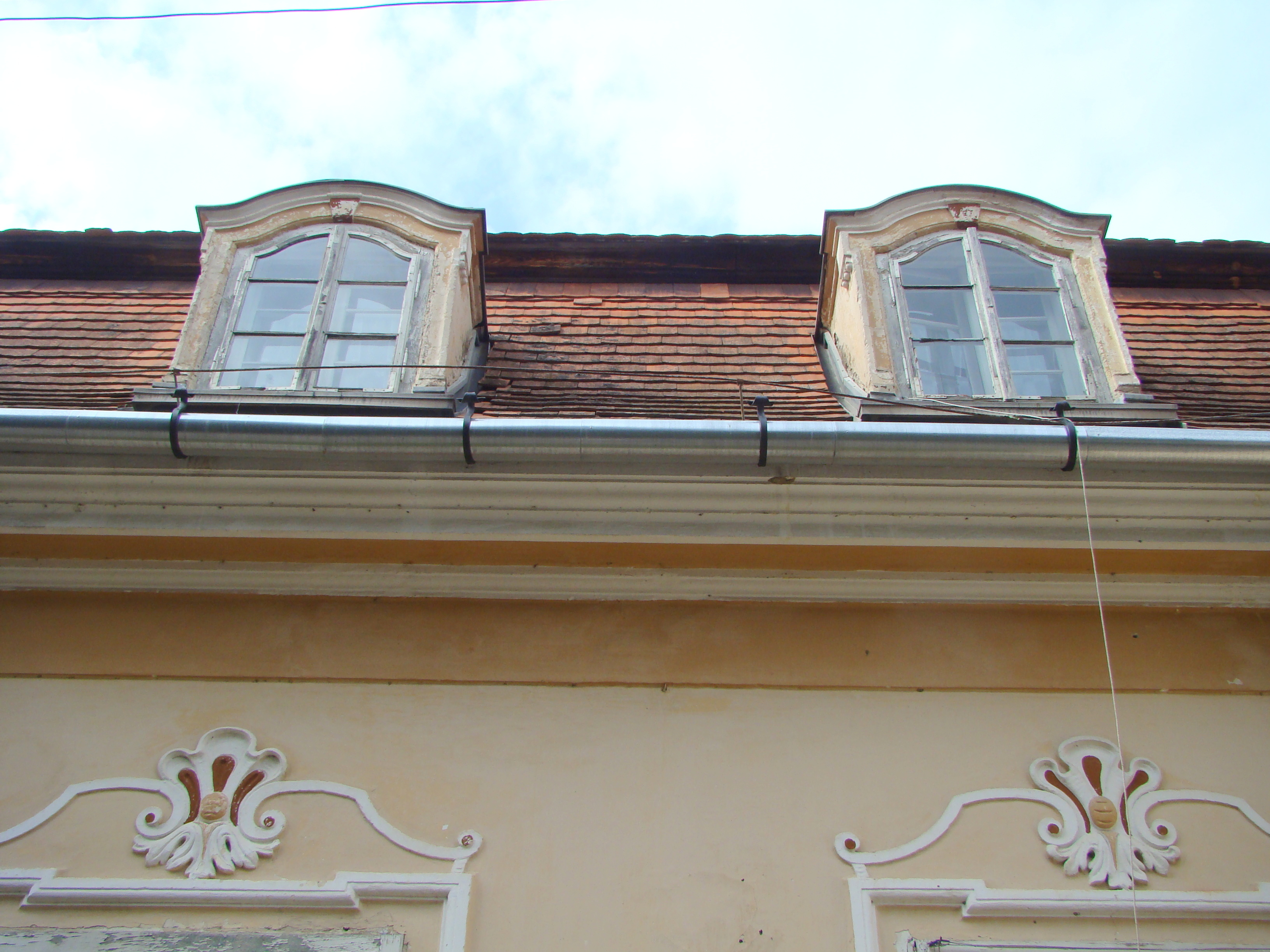
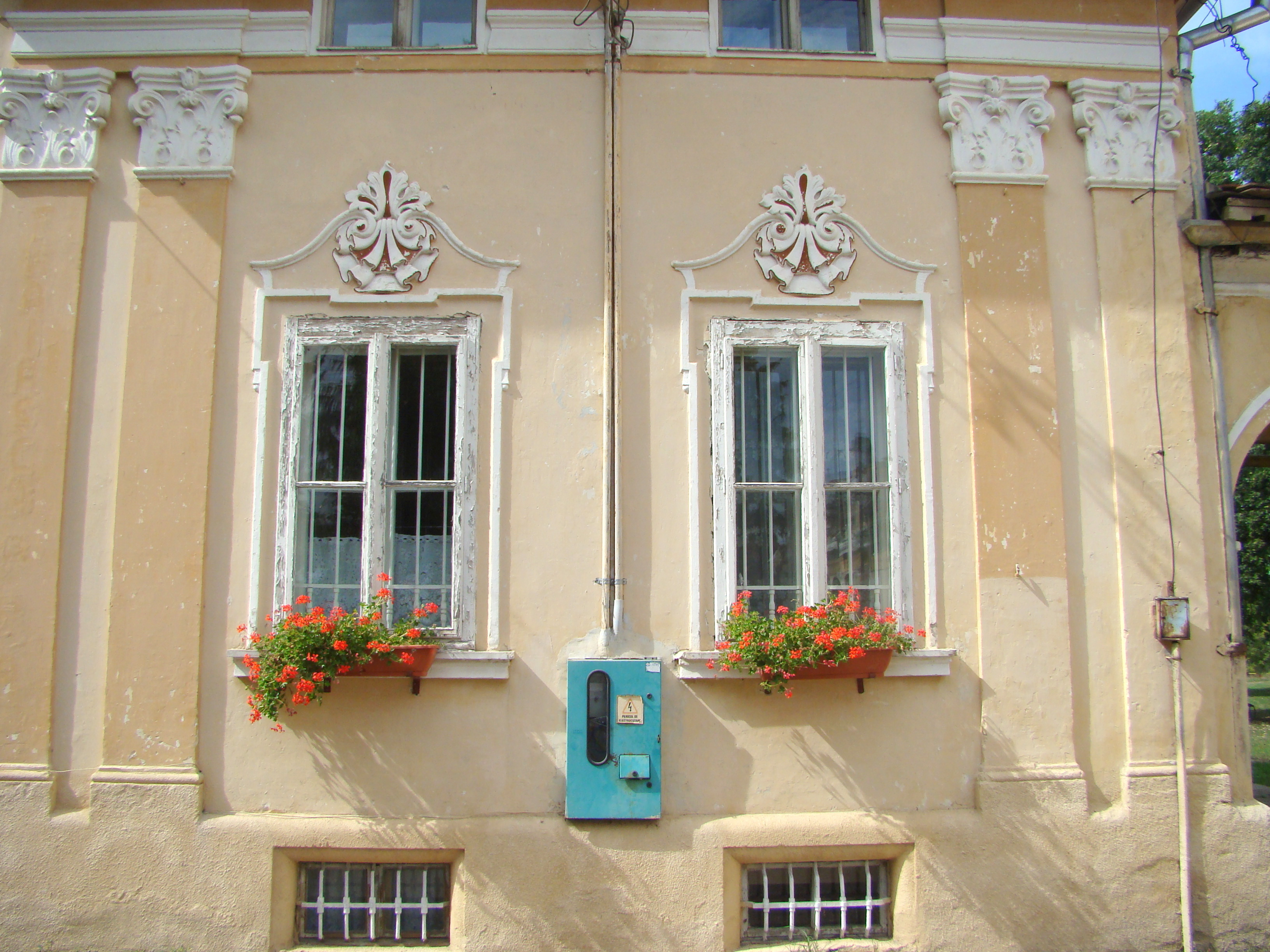
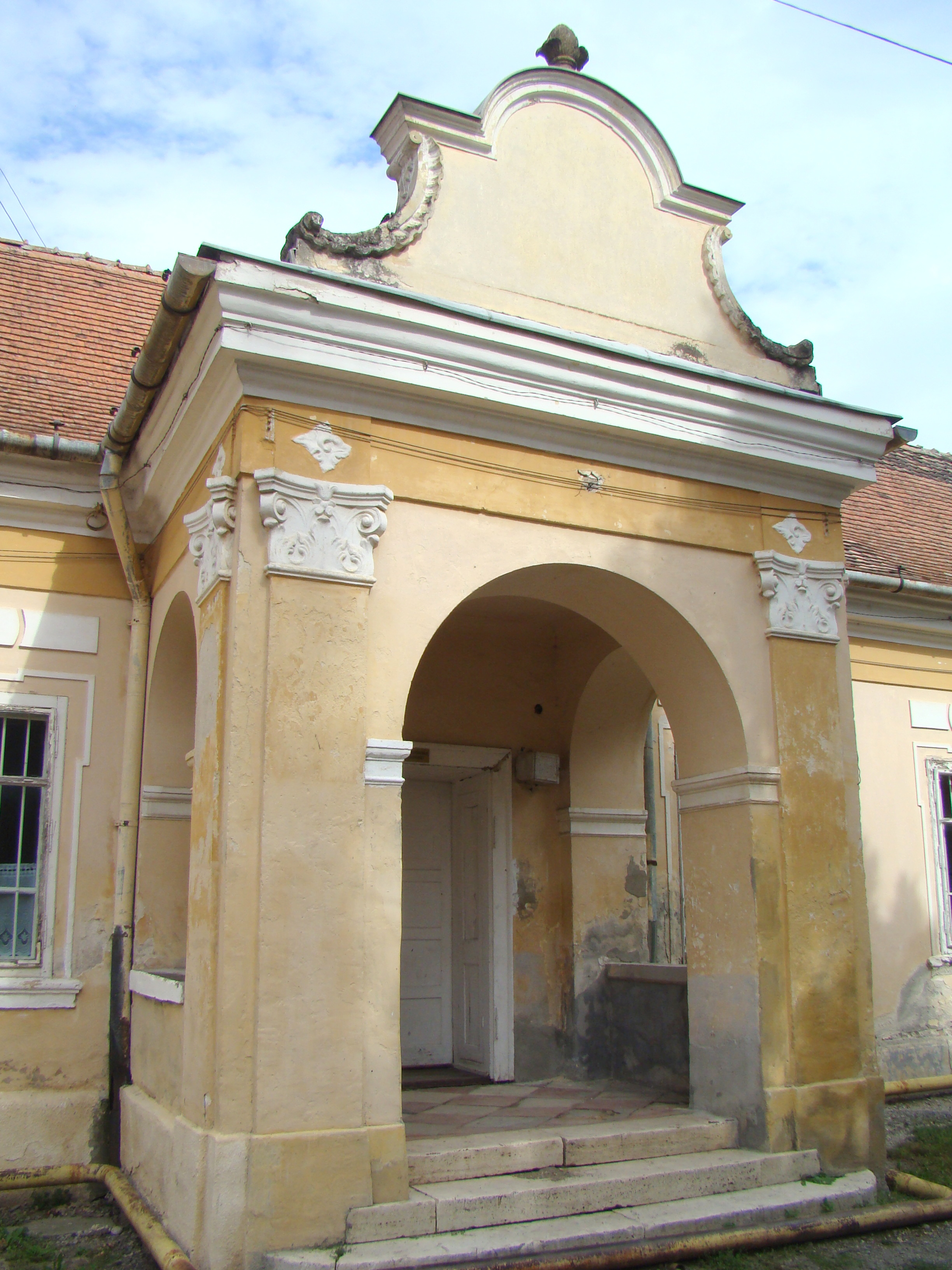
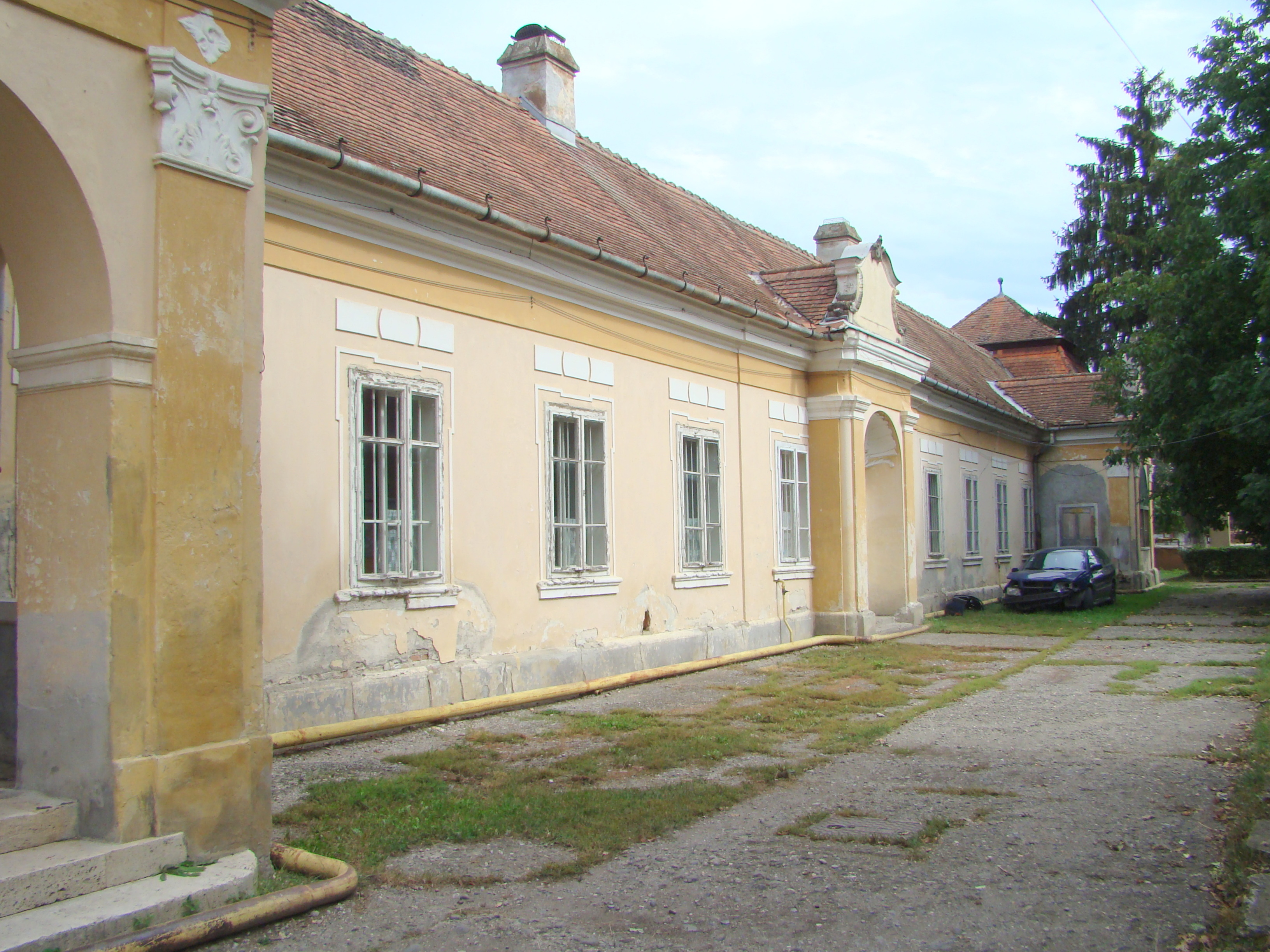
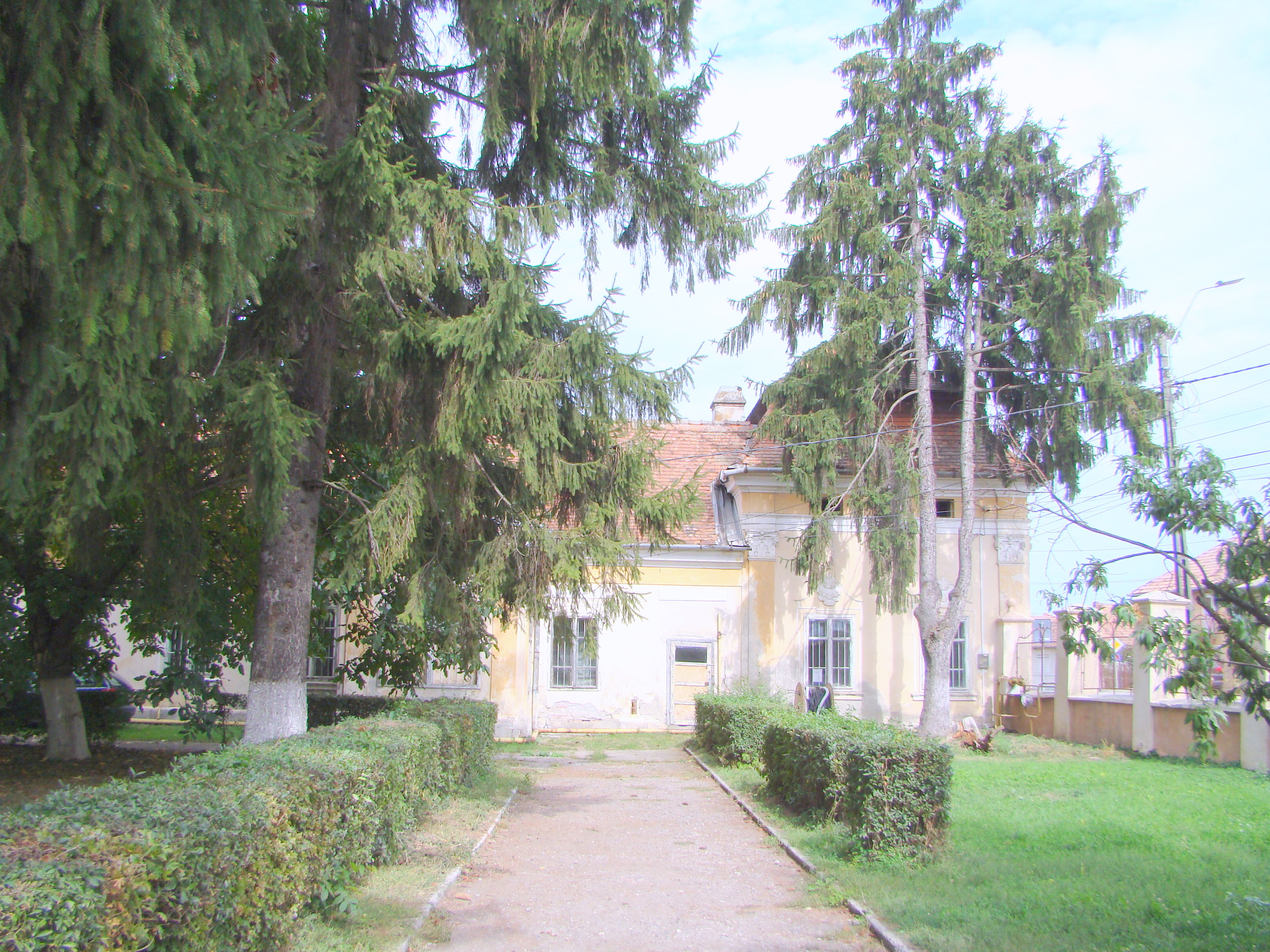
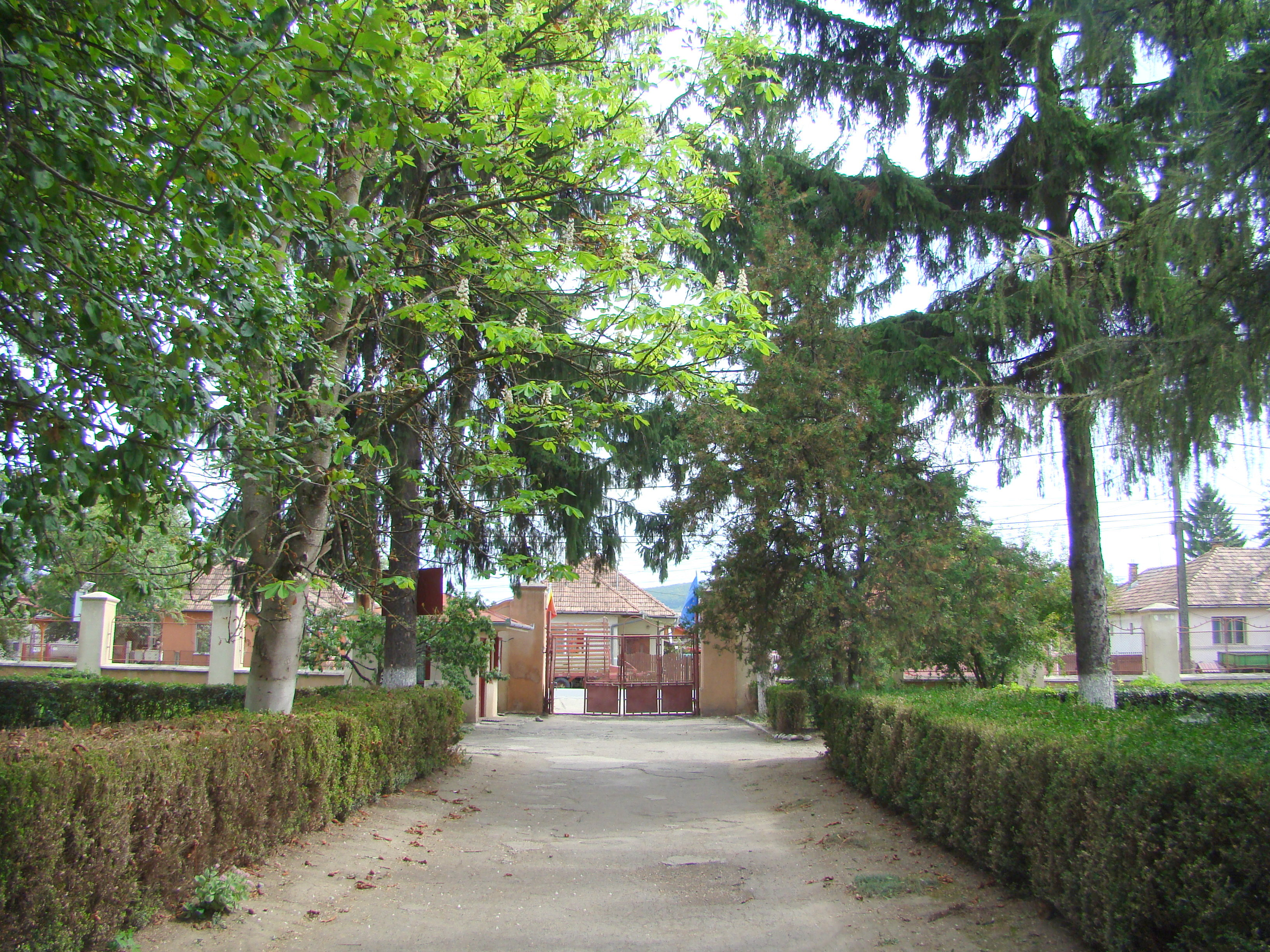
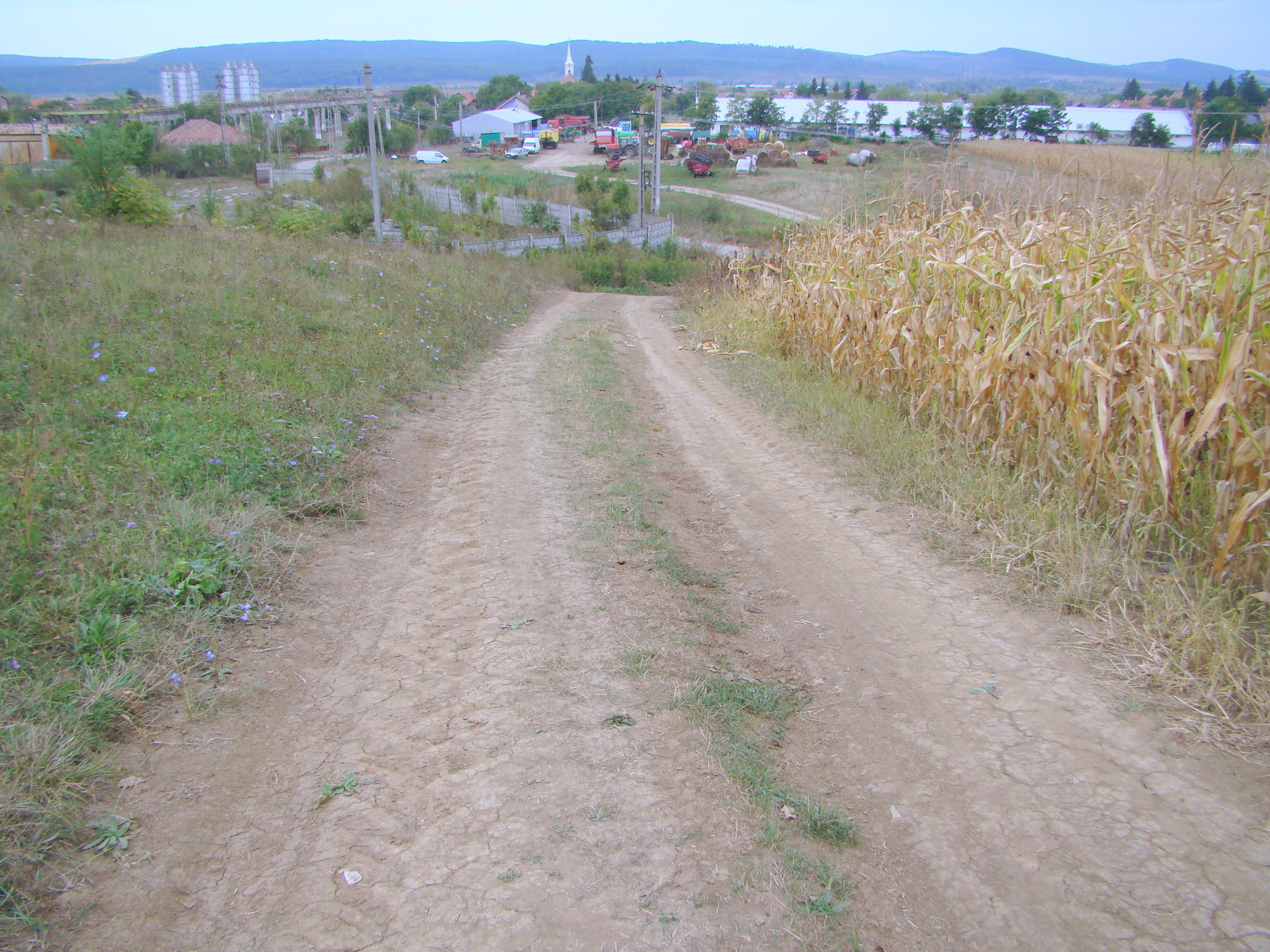
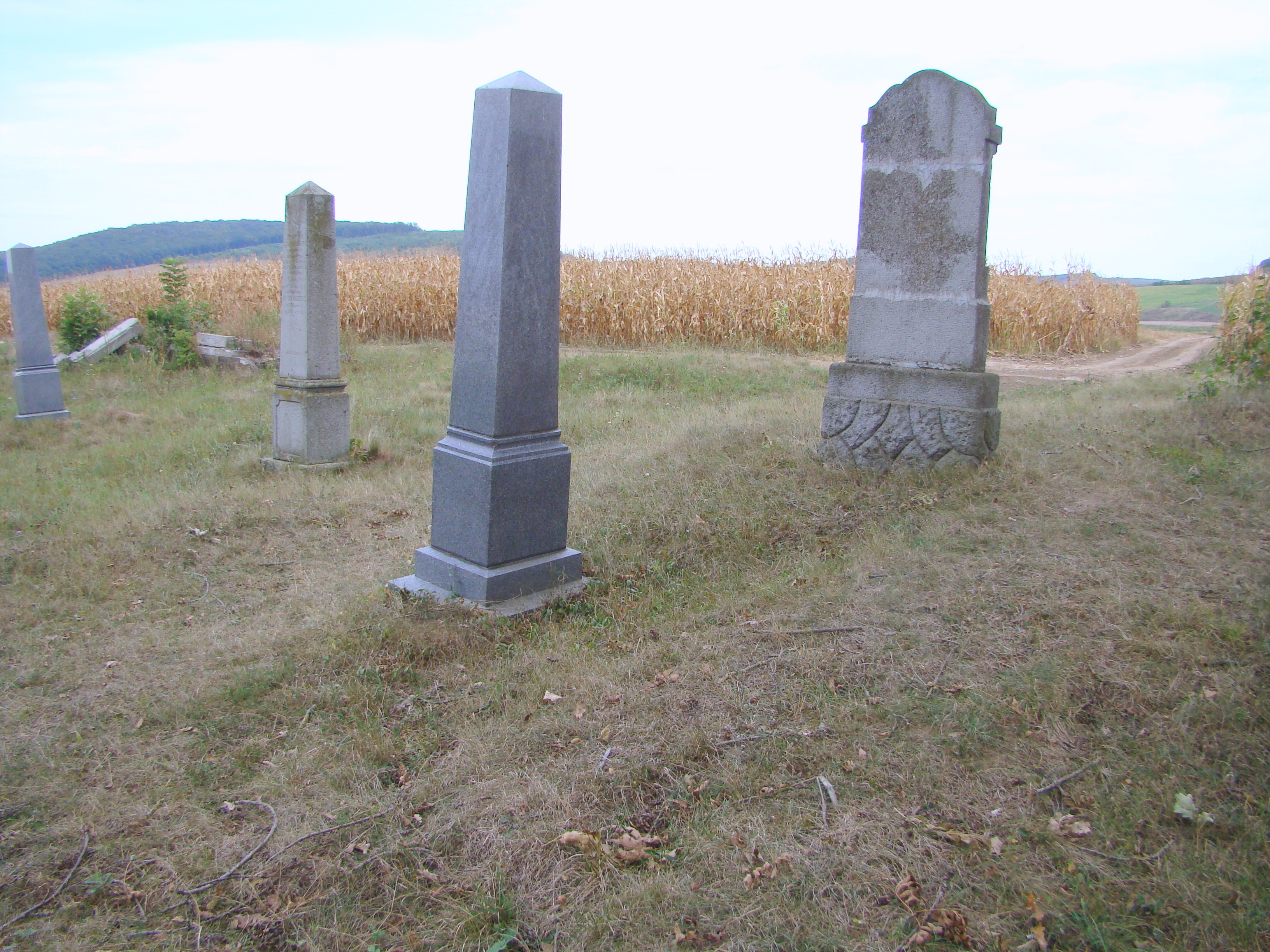
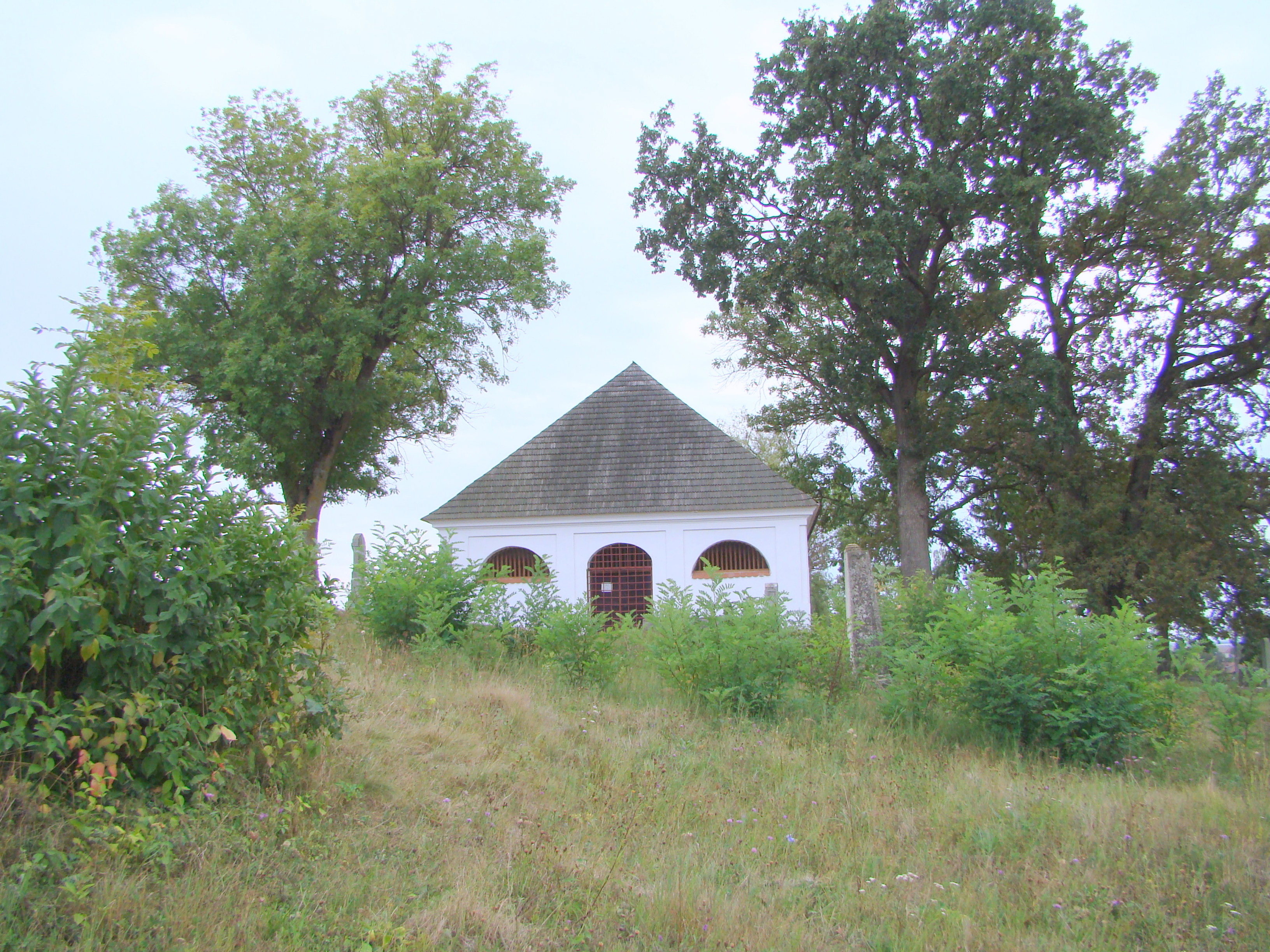
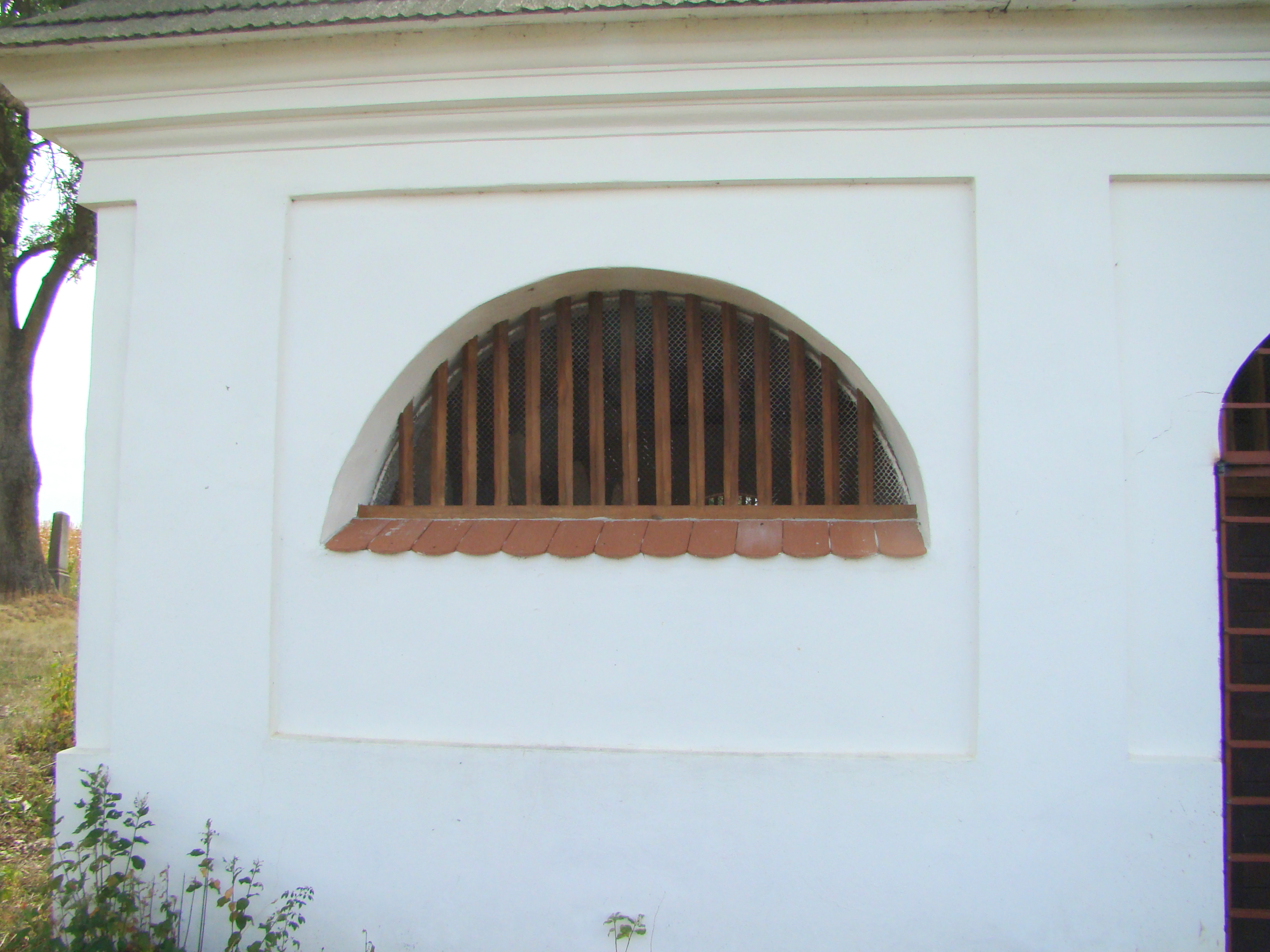
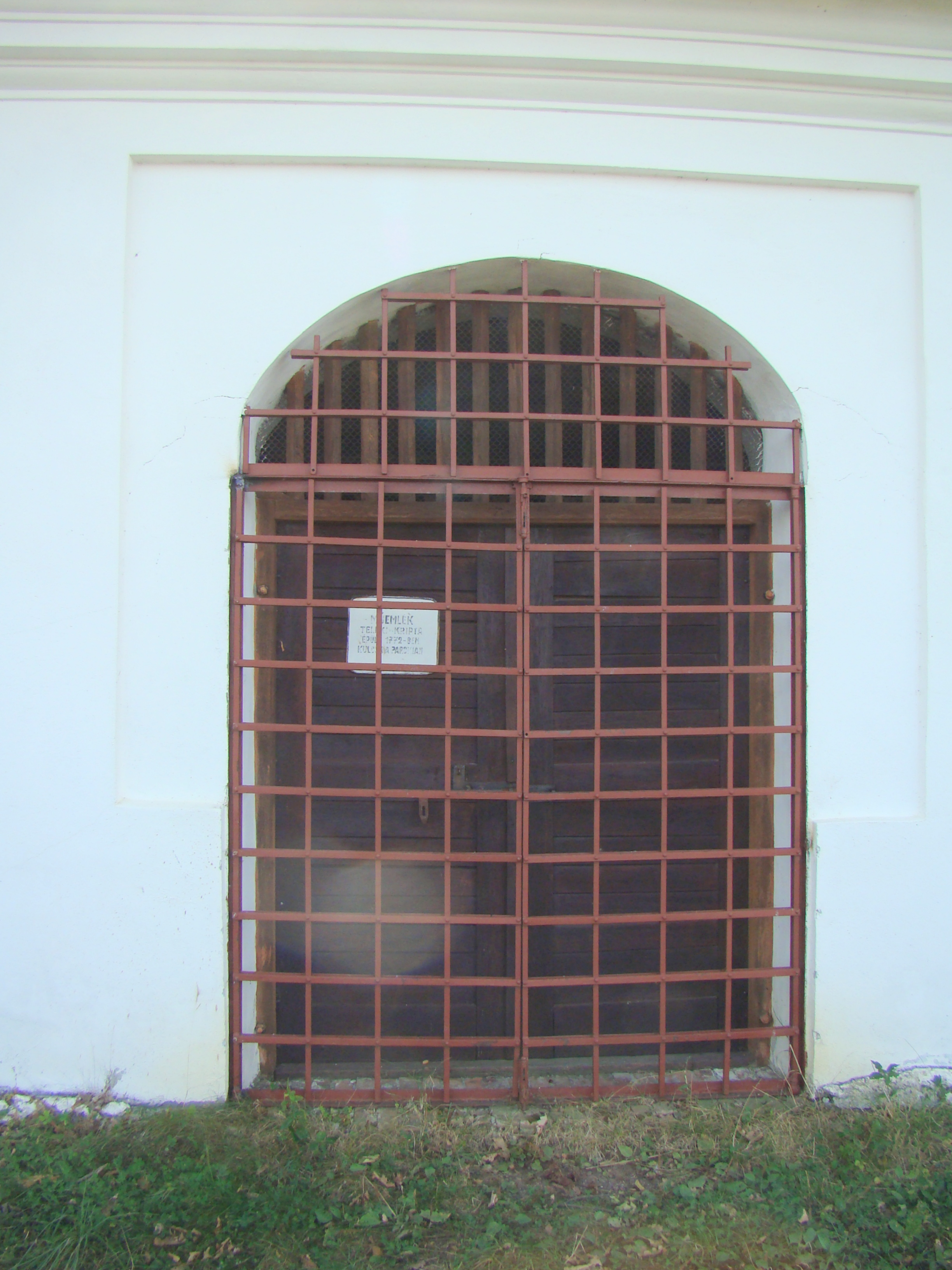
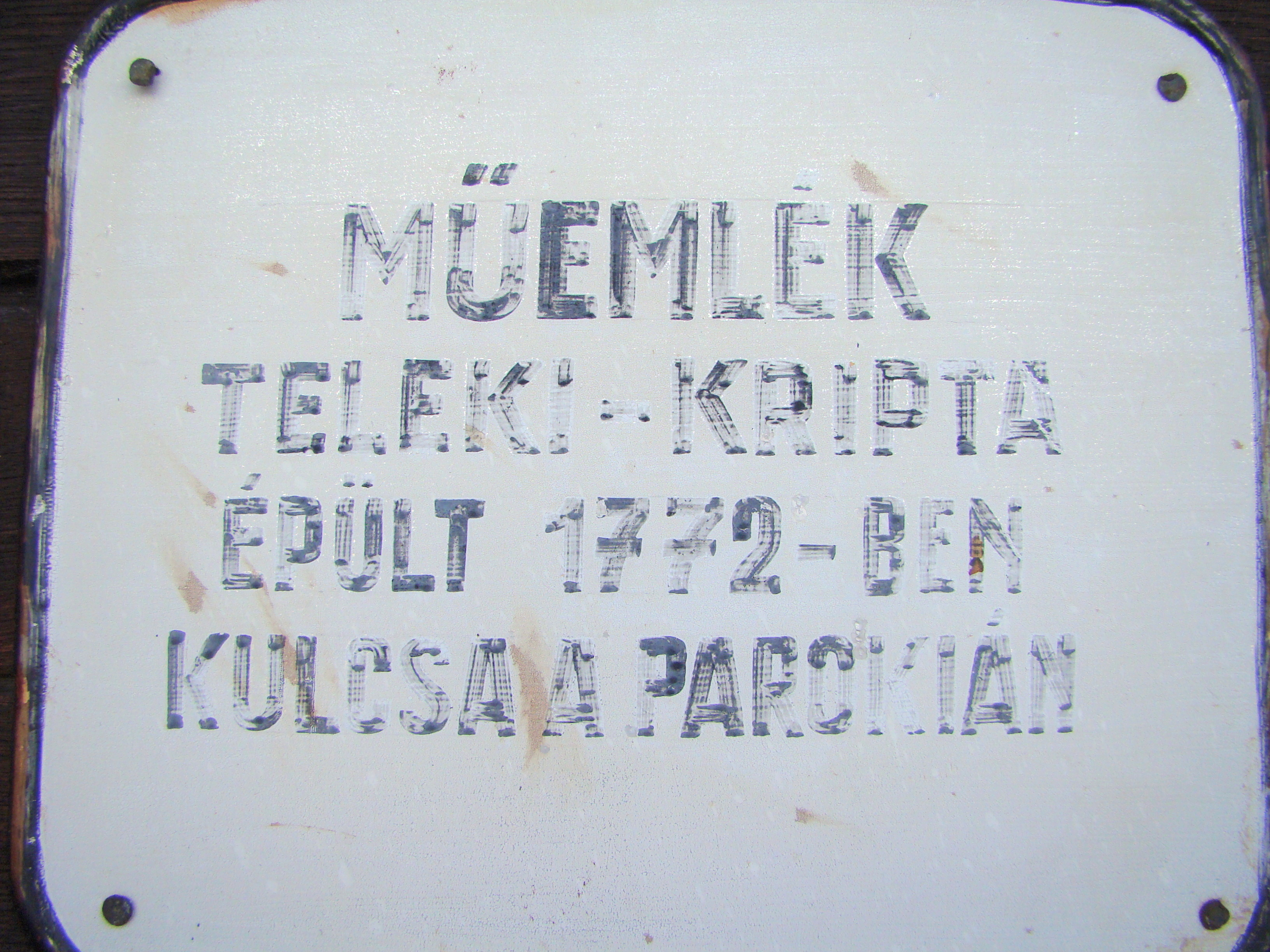
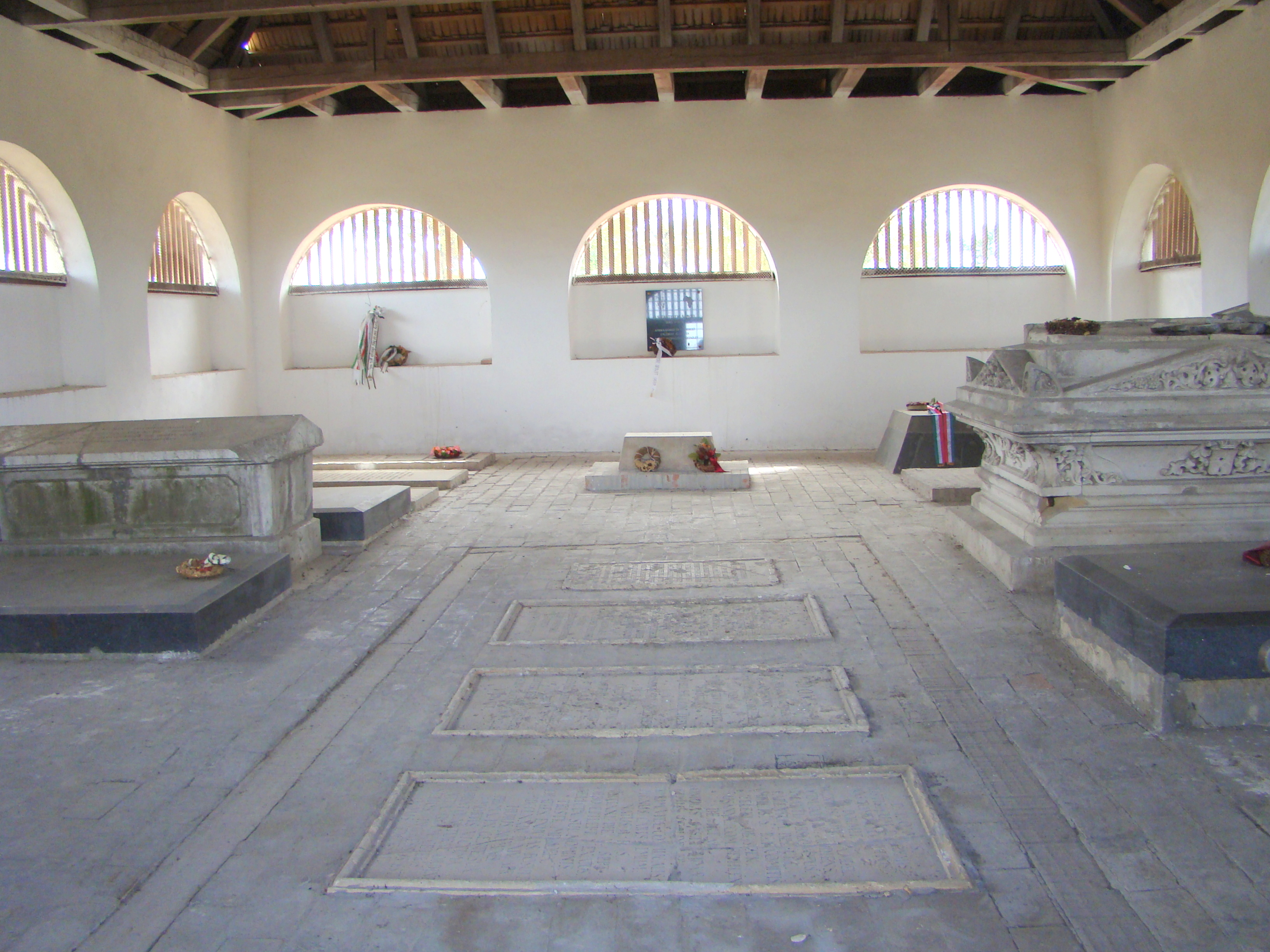
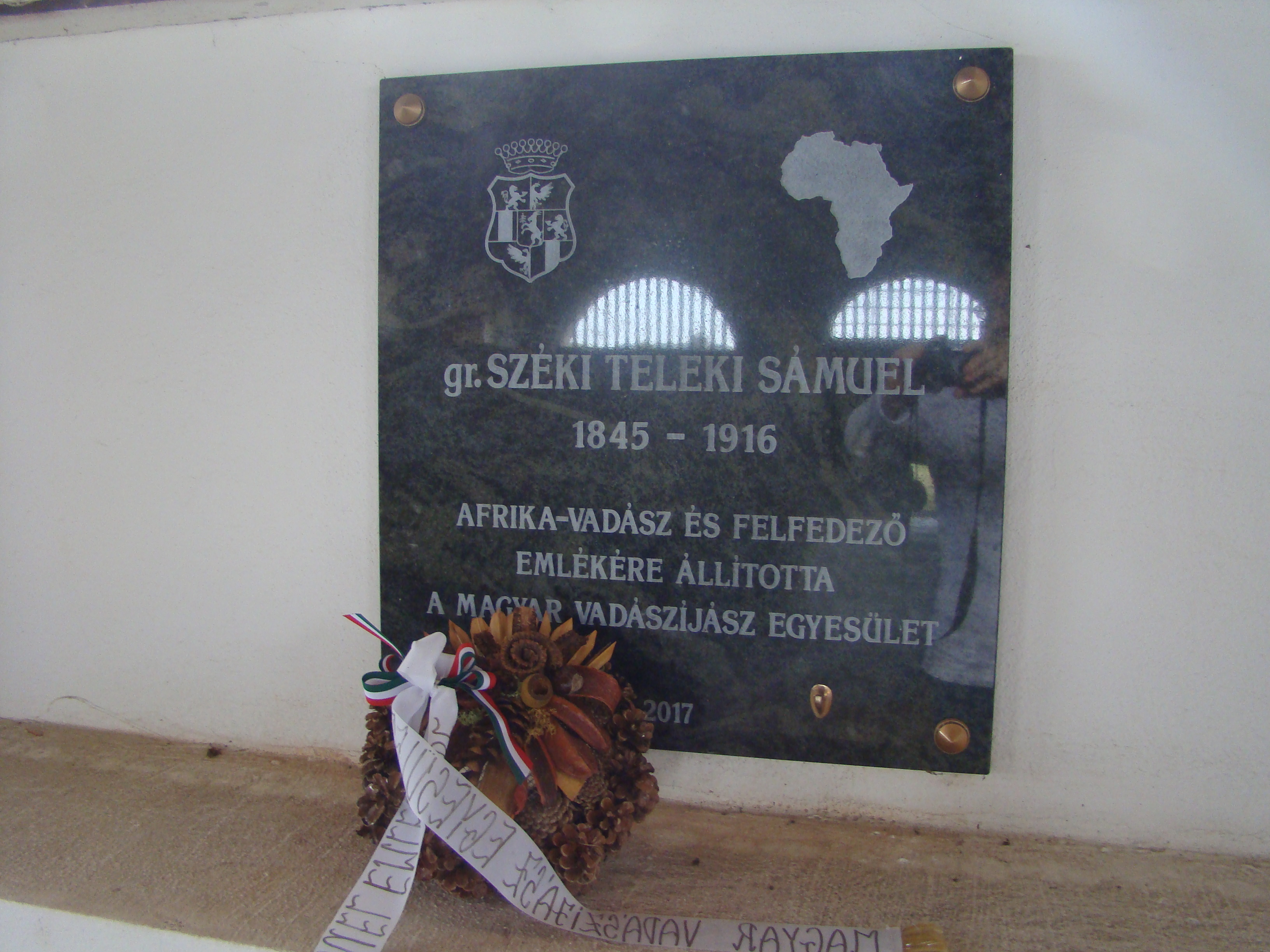
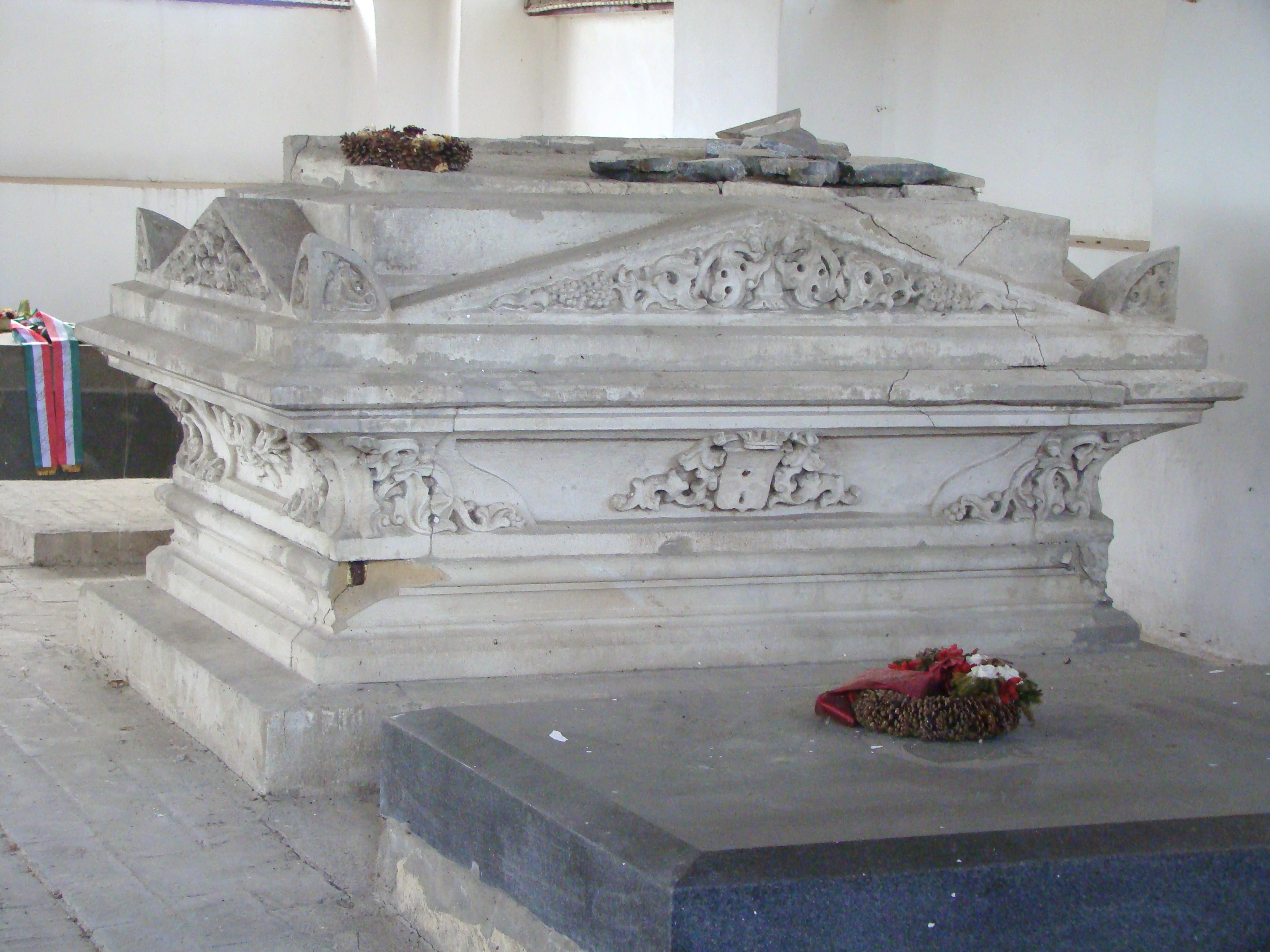
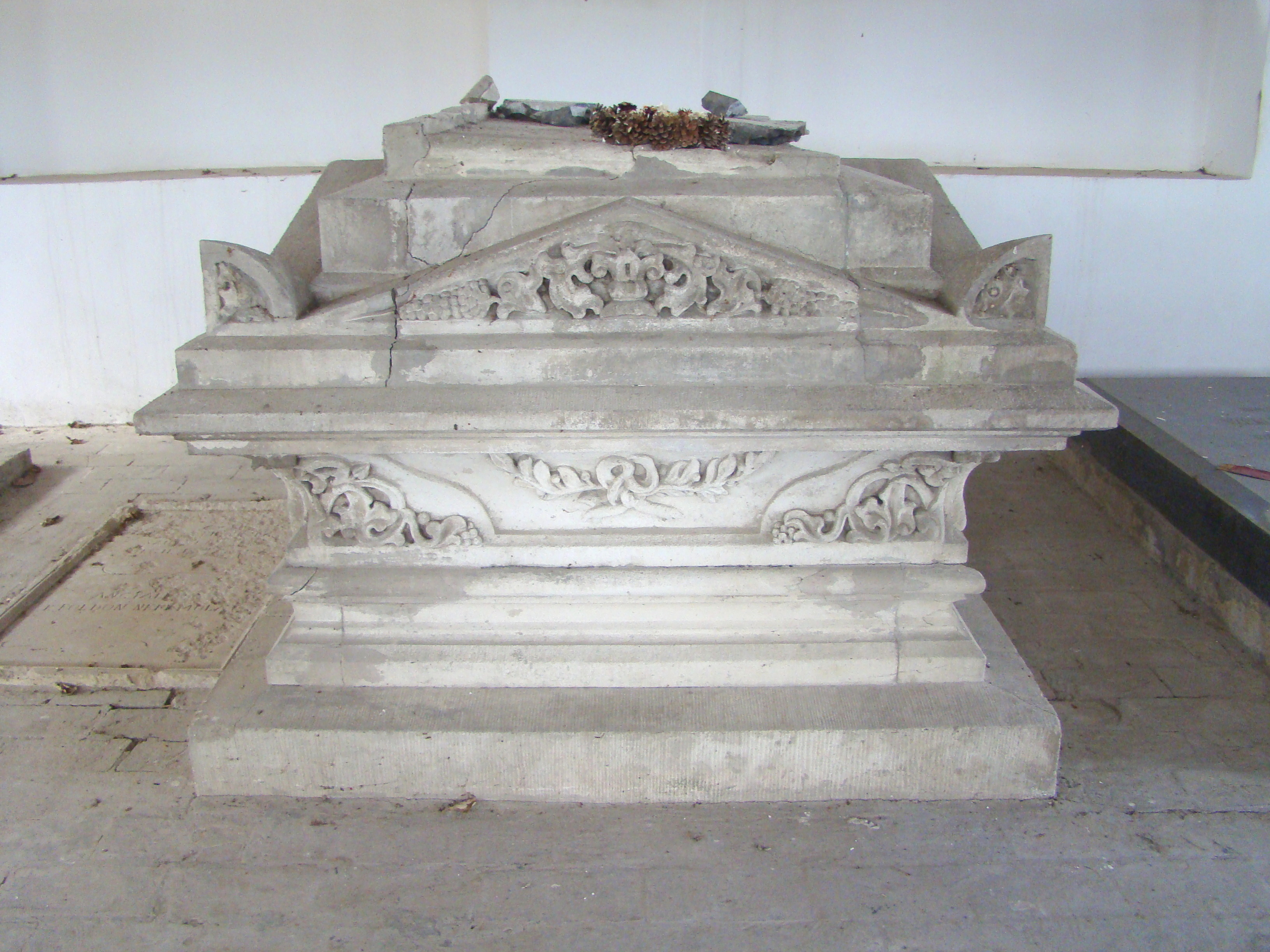
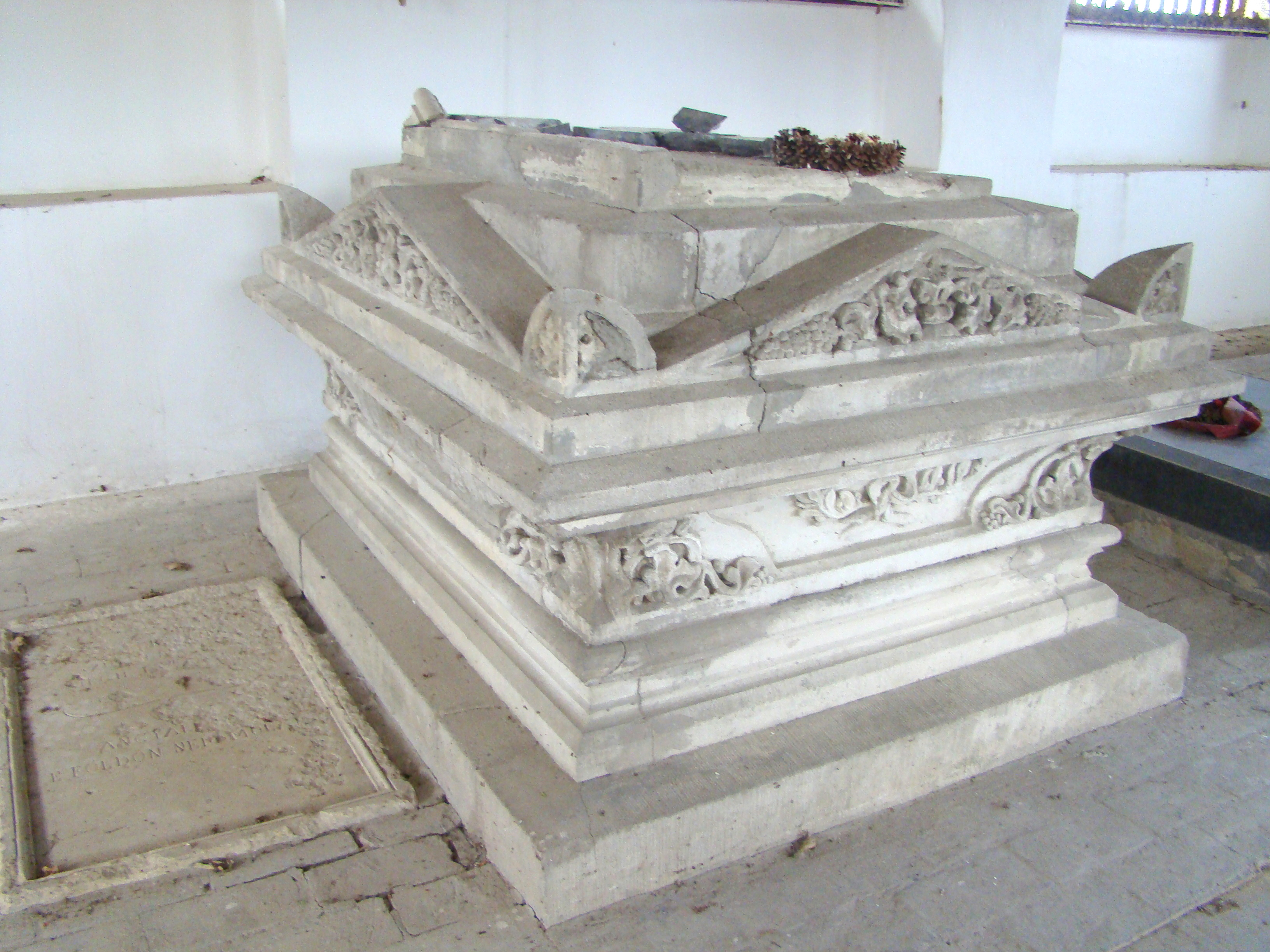
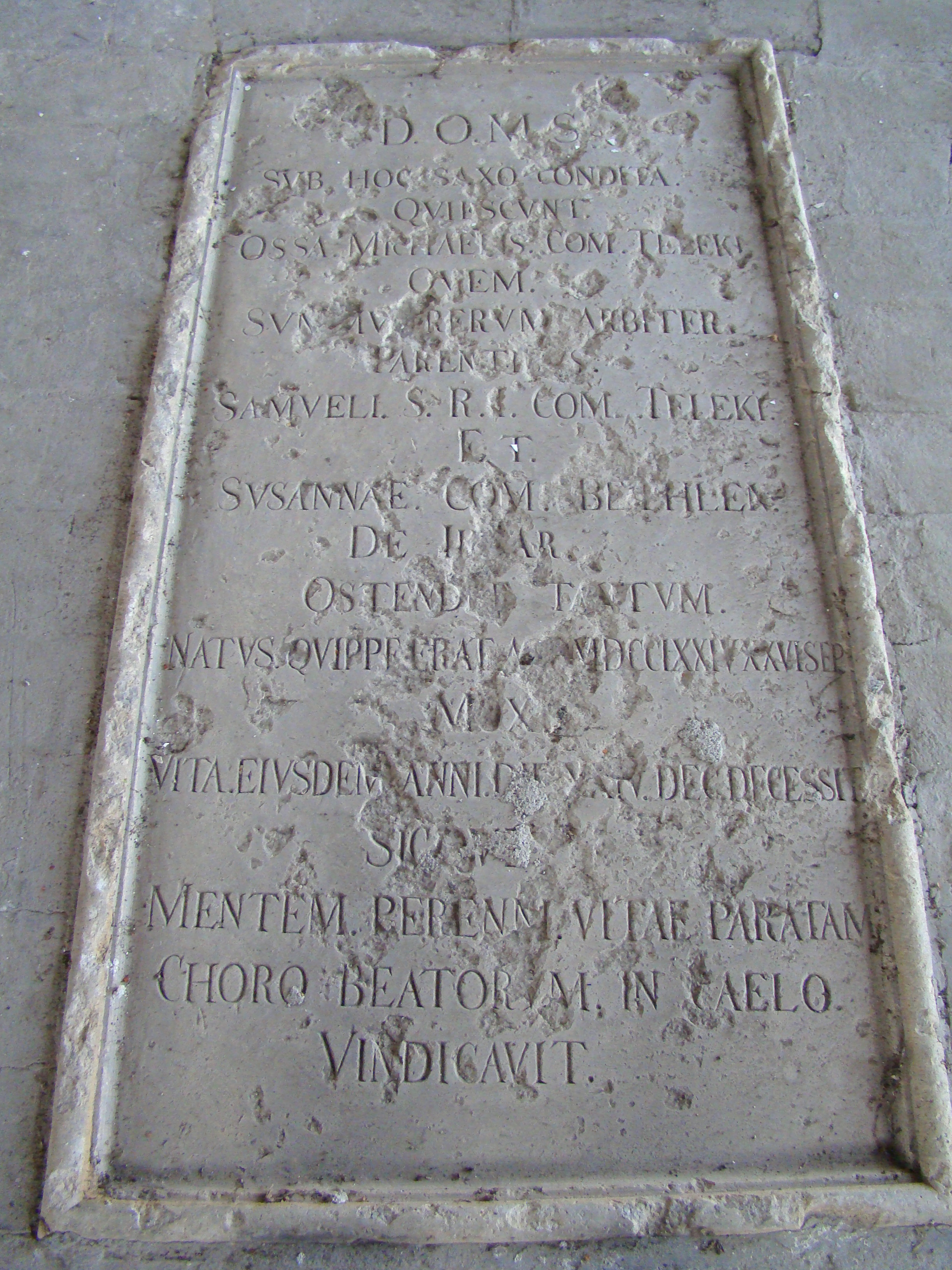
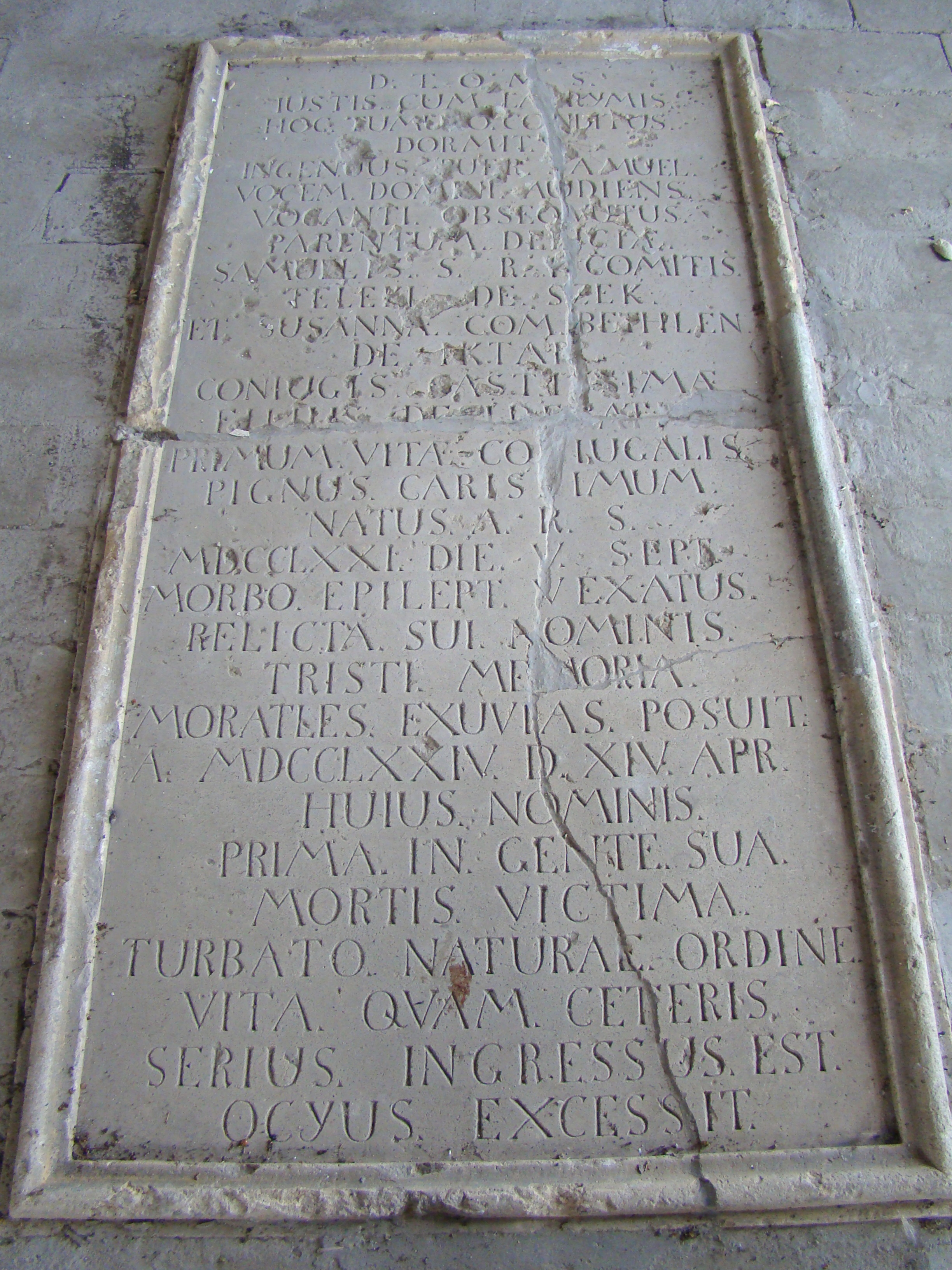
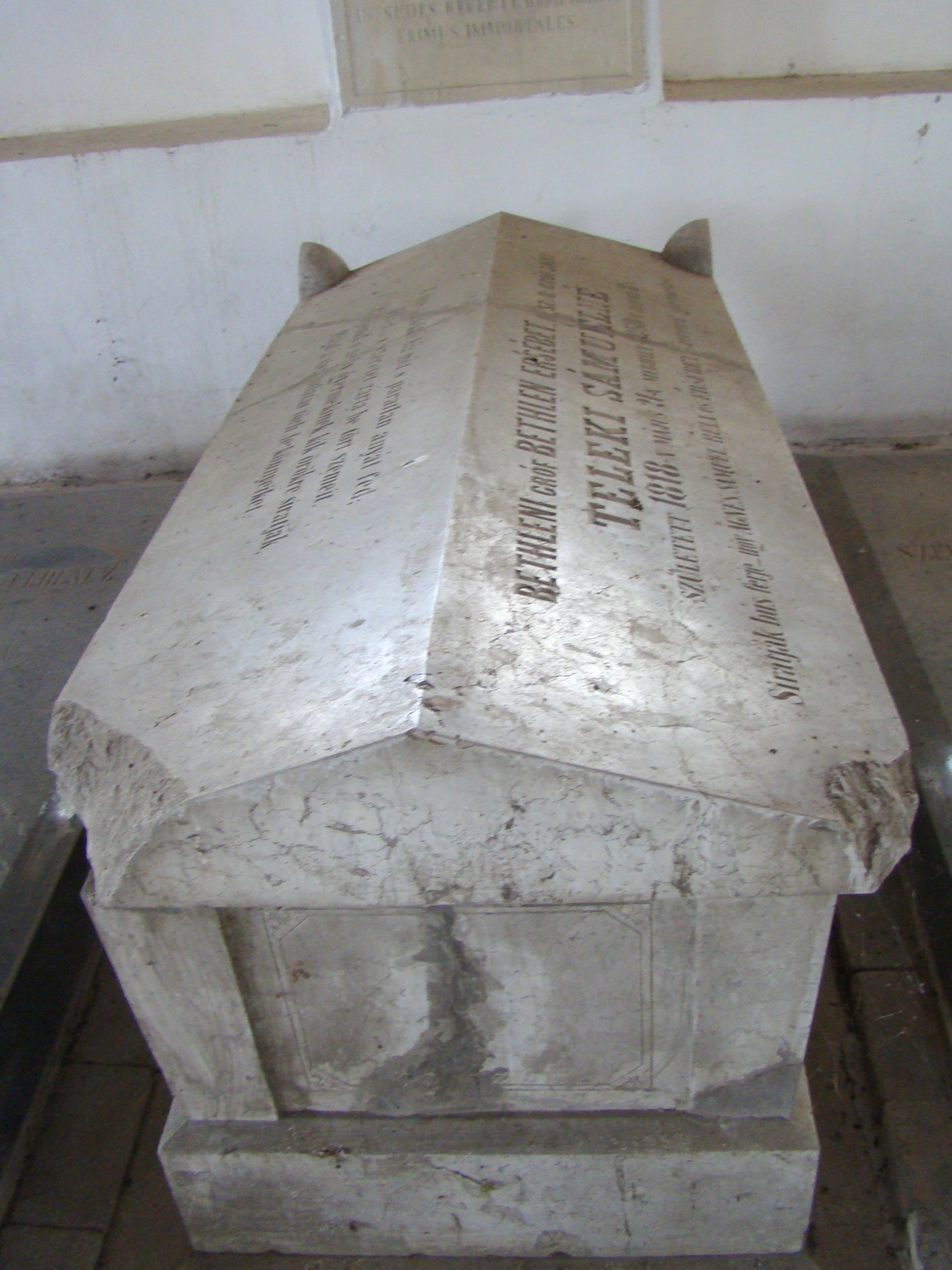
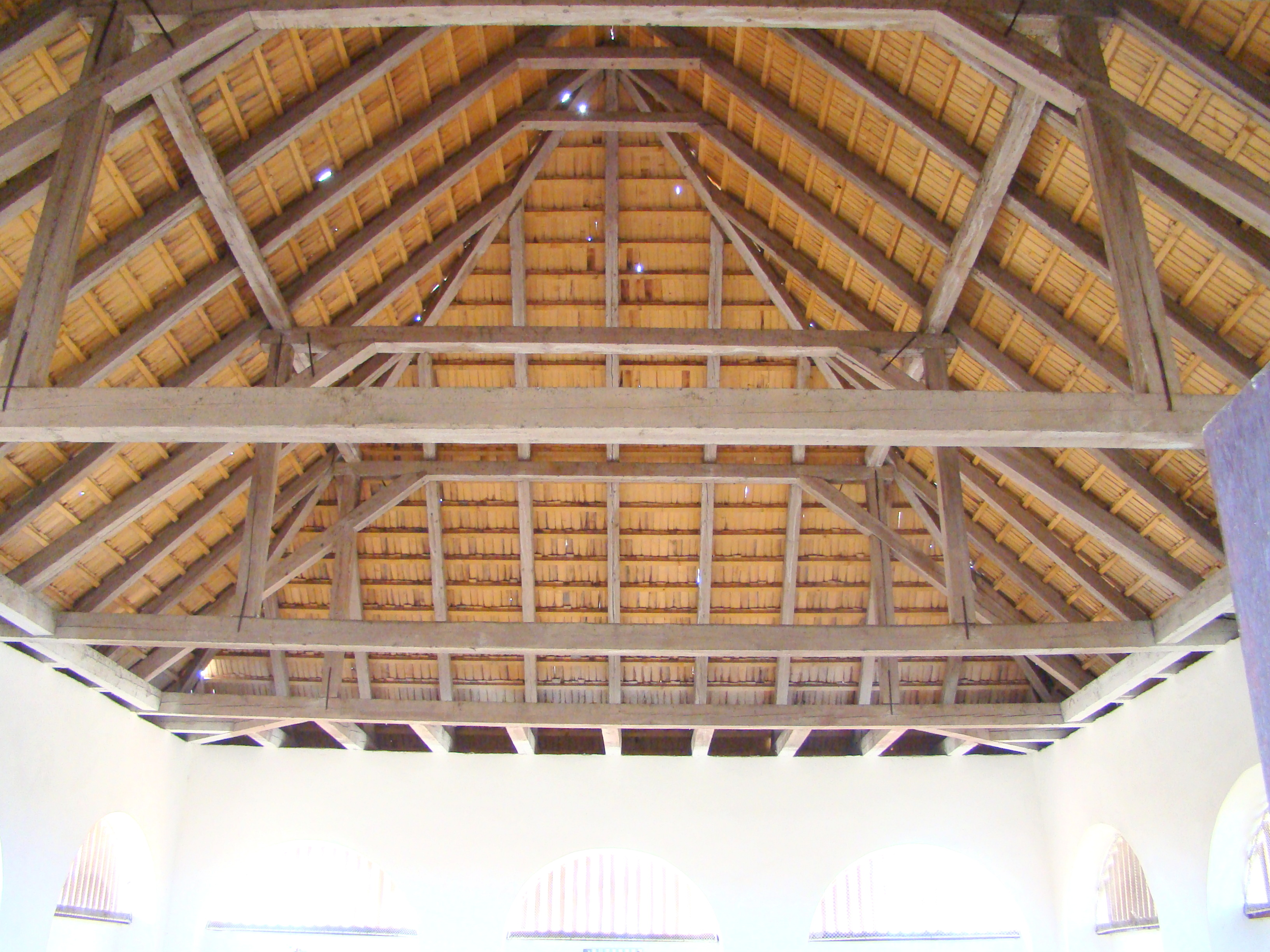
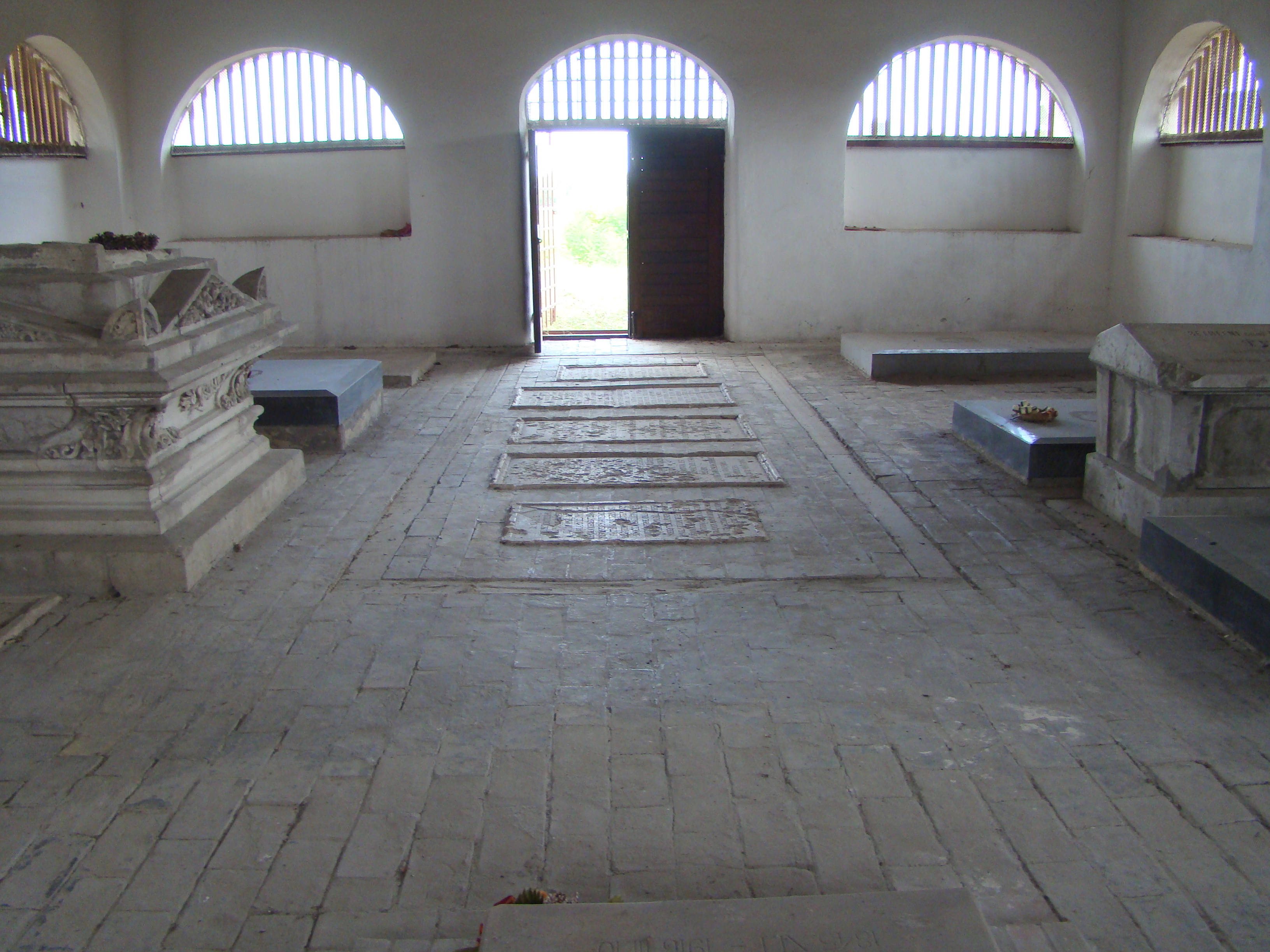

## Vezi și
- Dumbrăvioara, Mureș

## Legături externe
- Monumente istorice din România - Fișă și localizare de monument
- Dr. Benedek Imre, noul proprietar al castelului din Dumbrăvioara